# ひるおび
『ひるおび』（英: HIRUOBI）は、2009年（平成21年）3月30日からTBSテレビ系列で平日に生放送されている情報ワイド番組。

## 概要
2008年11月27日、TBSはコスト削減の一環として、11 - 12時台の『ピンポン!』、13時台の昼ドラマ枠で『愛の劇場』と『ひるドラ』の2本、14 - 15時台の『2時っチャオ!』を、2009年3月末で終了させ、後番組にアラフォー世代を狙う本番組を開始すると同年2月に発表した。
本番組開始当初は、前番組までの直前番組を引継ぎ、TBSのみ同枠で『もうすぐひるおび!』を放送していた。CBC版の3分クッキングをネットする局は『ピンポン!』第2部のみをネットとして「午前」の開始時刻を11:30としていたが、後述のように「午前」のフルネット局数は本番組開始当初より増加している。「午前」の11:30 - 11:55は、番組開始当初から「THE NEWS」を、2010年3月29日以降は『JNN NEWS』を放送している。「第0部」全編および「午前」のうち冒頭30分はローカルセールスとなっており、「午前」前半をネットしている地区でも日により自主編成で差し替える地域もある。有事などは、通常「午前」を11:30に飛び乗る局が臨時でフルネットとしたりする場合がある。
番組開始初年度の11:55 - 12:00は、新聞上は本番組に内包扱いされた中部日本放送が制作するミニ番組『ひるネタ!おとなの教室』放送のため、本番組は一旦中断となっていた。
金曜日13 - 14時台は本番組ブランドを用いた『えなりかずき!そらナビ』と『バンバンバン』を放送したが、2010年3月26日で『バンバンバン』が終了し、同年9月24日で『そらナビ』も終了した。

### 木曜→月曜日の放送
2009年度の木曜日、2010年度の月曜日の放送は基本的に生放送ではない。これは当時放送されていた『関口宏の東京フレンドパークII』の出演者でもあった恵が午後の番組収録に参加するので、時間・スケジュールの兼ね合いから、生放送が物理的に不可能なためであった。こういった事情により、当該日については基本的に当日放送の約2時間ほど前に撮って出し形式で事前収録していた。

## 番組の歴史

### 番組開始当初 - 2010年
初代総合司会は『2時っチャオ!』から続投で本枠3度目の登板となるホンジャマカの恵俊彰、初代アシスタントは2009年3月に終了した『イブニング・ファイブ』から小倉弘子が起用された。開始当初は、曜日ごとのMCとして、寺脇康文（月曜）、高橋克典（火曜）、石黒賢（水曜）、髙嶋政宏（木曜）も出演していた。
夏季休暇期間の2009年7月20日に再改編を実施して月 - 木曜の「午後」は全局13時53分終了になった。毎日放送、山陽放送、中国放送、テレビ山口など一部の系列局は再改編を待たずに2009年7月2日、テレビ山口は6月25日に月 - 木曜14時台の放送を打ち切り、およそ3週間だけ13時55分までの飛び降り編成となった。
この改編で空いた14時台は、夕方の『サカスさん』が移動する。2009年7月20日以降、月 - 木曜14時台の後継番組扱いとして『サカスさん』をネットする局数は11局となる。7月17日まで『サカスさん』に内含されていた『先出し!THE NEWS』は月 - 木曜16時43分から16時53分枠、金曜16時45分から16時53分枠に移動し、『THE NEWS』が単独番組として放送され、14時台内のショッピングコーナー『ひるおび!コレクション』は『買いドキッ!』として独立した。
この再改編では本番組立ち上げを機に終了した2番組、『ピンポン!』の小森谷徹と『2時っチャオ!』のTBSアナウンサー斎藤哲也が再度出演し、両者は過去に担当していた企画を再び担当することになる。放送内容も、他局でも放送されているワイドショーのような時事ネタなどの報道関連の話題が中心となり不振で再改編した。
2009年7月22日は日本各地で部分、トカラ列島を中心とした南西諸島では皆既の日食が観察されることから、『奥さま劇場』と『もうすぐひるおび!』を枠交換して10時5分から11時に報道特別番組扱いで通常より前倒し、一部地域を除いてTBS NEWSでもサイマル放送し、「午前」を通常フルネットしていない地域の一部でもネットされた。
2009年9月28日から「午後」の開始を5分前倒し、月 - 木曜は11時55分から13時50分に、金曜は11時55分から12時50分の放送となり、中部日本放送が制作する『そらナビ』も10月2日より5分繰り上がって12時50分から13時50分となる。日替わりで出演していた石黒賢ら4人が降板する替わりに、八代英輝が月 - 木曜のメインパーソナリティ兼スペシャルコメンテーターとして新レギュラーに起用。番組内容は「いま起きている事に最大限こだわる生放送」として、『ピンポン!』に近い放送時間へ変わり、内容も報道色を強めた企画を中心としたものになった。
中部日本放送（現：CBCテレビ）が制作する『ひるネタ!おとなの教室』は『おとなの教室』に番組名を変更して13時50分へ移動し、「午前」と「午後」の間の一時中断は解消された。新聞の番組欄上では『おとなの教室』『そらナビ』『バンバンバン』が独立番組として表記されているため、『ひるおび!』TBS制作部分は月 - 木曜版が13時50分で、金曜版が12時50分で各々終了することになる。
この改編に合わせて直前ミニ番組『もうすぐひるおび!』が2009年9月25日で終了した。当番組内のショッピングコーナー「ひるしょぴ!」は『買いテキ!通販ツウ』として独立している。

### 2010年春 - 2019年秋
2010年4月2日から、TBSが制作する『ひるおび!』金曜版も月 - 木曜同様13:50まで放送する。
ニュースパートは小川から伊藤に変更、タイトルが『THE NEWS』から『JNN NEWS』へ「ニュース」も含め英語表記に変わり、金曜午後の全国ニュース枠も現行の12:41頃から月 - 木曜同様13:41頃に変わる。
スタジオセットとテロップが変更されて5月3日からは、オープニングの「ひるおびハテナ」で用いる左側から引き戸のようにフリップを送出するものでトップ項目を紹介する。6月14日からオープニングを「こだわり3分トーク」コーナーとし、3分間で出演者がトップ項目についてトークするコーナーに変更し、6月28日から「ひるおび!100人に聞きました。」に変更する。
毎日放送が制作する『バンバンバン』は終了し、中部日本放送が制作する『そらナビ』は2010年4月2日より13:55 - 14:55に移動して放送する。『ひるおび!』の冠が外れ、金曜日も13:49に本番組のENDカードが使用されたため事実上独立番組になる。
2010年10月から、金曜13:55 - 14:55放送かつ後座番組の『そらナビ』終了にともない、金曜14時台もローカル枠としてドラマ再放送枠や各局別自社制作情報番組放送枠となる。
2011年3月11日の放送直後に発生した東日本大震災で3月14日以降特番構成となり一部のコーナーが休止となった。後述のエンディング曲も自粛となりオープニングで流れるテーマ曲が6月までエンディング共用となった。
2012年3月26日に、再度スタジオセットとテロップを変更する。
開始当初からアシスタントを務めた小倉が2011年12月末に第2子の妊娠を発表し、2012年3月30日に降板して5月に出産した。同年4月2日より2代目アシスタントとして2013年12月末までは枡田絵理奈が全曜日を担当し、隔週の月曜と水曜のみ江藤愛が担当した。2014年1月からは、月曜のみ江藤が、火曜から金曜までを枡田が担当する。江藤の登板は枡田が他の曜日のレギュラー番組と掛け持ちとなり、その収録やリハーサルなどの都合によるものとなっている。また天気コーナーについては以前より出演している柏木由紀に加え、新たにAKB48のメンバー4人が日替わりで担当する。
2014年4月改編で枡田が『いっぷく!』のアシスタントへ異動したため、同年3月31日放送分から、江藤が第3代目アシスタントを務めている。
2015年3月30日より、「午前」に新たなローカル枠（11:20 - 11:30、2019年以降は11:19 - 11:30）が設定され、『キユーピー3分クッキング（CBC版）』ネット局もこのローカル枠の差し替えを行使してフルネットが可能となった。「午後」の放送時間は13:52まで再延長され、本番組の後続番組『ごごネタ!』が3分番組に短縮される。13:55に開始するCBC制作でローカルセールス枠の『ゴゴスマ -GO GO!Smile!-』は、TBSでの番組途中までのネット受け開始に伴い本番組の兄弟番組となる。6月12日まで『ごごネタ!』の冒頭30秒に、本番組キャスターの恵らと『ゴゴスマ』のキャスターの石井亮次が会話するクロストークを充てた。
2015年9月28日より、編成上の音声がステレオに変更された。当初はモノラル音源で放送されている現状は変わっていなかったが、2017年10月2日から『JNN NEWS』のパートのみフルステレオ放送になった。
2016年4月1日より、前日をもって本番組後続のミニ枠『ごごネタ!』が終了したため、『午後』がさらに3分後拡大の11:55 - 13:55の放送となり、『ゴゴスマ』と直結。これに伴い、『ゴゴスマ』との接続もステブレレスに変更。
2016年10月3日より「午前」を35分拡大、番組全体の開始時間を10:25に前倒した。また、同日より「午前」のコメンテーターとして立川志らくが登板。TBSの発表前は、視聴率が低迷する8 - 9時台の『白熱ライブ ビビット』の救済を目的に開始時刻を10時頃に前倒しするとの報道もあったが、結果的には『おびゴハン!』が組まれた。
2019年9月30日から、TBSテレビ系列では『ビビット』・『おびゴハン!』に代わって『グッとラック!』の放送を開始。志らくがメインMCに就任したが、当番組「午前」枠のコメンテーターも続けたため、制作局のTBSでは放送上約3時間にわたって両番組へ出演していた。金曜日には、『グッとラック!』の開始を機に、本番終了後から当番組「午前枠」までの時間帯（9:55 - 10:25）に『キニナル金曜日』（事前収録による関東ローカル向けのテレビショッピング番組）を放送するようになった。ちなみに、『キニナル金曜日』の収録には、当番組のスタジオセットを使用。TBSでは、2020年9月の最終週に『グッとラック!』の放送終了時間を全曜日で9:55に統一してからも、『キニナル金曜日』の関東ローカル放送を続けている。

### 2020年春 - 2022年12月
2011年1月から一般観覧者をスタジオに招いての公開放送を実施してきた「午後」（11:55以降の）枠では、2020年の初頭から日本国内で新型コロナウイルス（COVID-19）への感染が広がっている影響を踏まえて、同年2月27日（木曜日）以降は放送中の一般観覧を2023年5月5日（金曜日）まで休止していた。4月以降は全編にわたって、スタジオへの出演者を最小限にとどめながら、コメンテーターやゲストの出演をTBS局内の別室や自宅などからの生中継（リモート出演）方式へ切り替えている。同年6月1日から志らく、同月22日から八代がスタジオ出演を再開したが、他のコメンテーターの一部については引き続きリモート出演で対応している。「午後」枠のコメンテーターについては、同年10月19日から、1日につき1名がスタジオ出演を再開。同年11月9日から、全員がスタジオへ再び揃うようになった。
2020年12月2日（水曜日）放送分で、通算の放送回数が3000回に到達。
2021年3月26日（金曜日）には、3代前の番組（『情報とってもインサイト』）から17年にわたってナレーターを務めてきた水島裕が当番組から勇退したほか、『グッとラック!』が終了した（『キニナル金曜日』のスタジオ収録と関東ローカル放送は継続）。
2021年3月29日放送分から、スタジオセットとテロップ（「午前」枠ではピンク色、「午後」枠では水色をベースに表示）を9年振りに変更。『グッとラック!』のメインMCだった志らくは、当番組の「午前」枠コメンテーターへ1年半振りに専念している。その一方で、「午前」枠のリニューアルを敢行。「#ひるおび○○◯◯◯」（トレンドなど）のコーナー（後述）を新設したほか、各曜日に女性タレントを日替わりコメンテーターへ新たに迎えたことによって、「午前」枠の男性コメンテーターが志らくだけになった。このため、このリニューアル以降「午前」枠は（重大・緊急時を除き）トレンドや生活情報が中心となった。
第3代アシスタントの江藤は、2021年10月1日（金曜日）スタートの『THE TIME,』（平日早朝の生放送番組）で木・金曜日の進行キャスターに起用されたが、当番組でも同月4日から月 - 水曜日に限ってアシスタントを続けている。このような兼務体制の導入に伴って、木・金曜日の後任アシスタントには、『THE TIME,』の前身番組で9月30日（木曜日）までキャスターを務めていた後輩アナウンサーから曜日別に1名を起用。当番組のプレゼンター・13時台『JNN NEWS』のキャスター・江藤の代理アシスタントを経て『あさチャン!』に出演していた日比麻音子が10月1日から毎週金曜日、当番組のレギュラー未経験者で『はやドキ!』を担当していた皆川玲奈が同月7日から毎週木曜日にアシスタントを務めている。当番組のレギュラーアシスタントを曜日単位で複数のアナウンサーに分担させることは、前述した枡田の降板以来7年半振り。日比は歴代のアシスタントでは初めて、本編のアシスタントと並行しながら、アシスタントを務めない日（水曜日）に『JNN NEWS』（11時台への内包分）のキャスターを10月6日からレギュラーで担当している。
その一方で、レギュラーでの出演期間が5年以上にわたるコメンテーターから、一部の人物（『2時っチャオ!』からおよそ10年間登場していたデーモン閣下や番組初期から出演した福本容子など）が2021年12月で順次卒業した。
2022年1月4日からは、上記の人物に代わるコメンテーターを「午後」枠へ順次迎えているほか、前年（2021年）の4月改編から「午前」枠にのみ登場している女性コメンテーターの一部（松尾依里佳・トリンドル玲奈・トラウデン直美）で出演曜日を入れ替え。番組の初期からコーナープレゼンターとして全曜日に出演してきた小森谷についても、週2日（火・水曜日の「午前」枠）のみの出演に変更された。さらに、「午前」枠に限ってスタジオセットのレイアウトを見直し。コメンテーター席で「午後」枠と共用していた横並び式のテーブルを置かない代わりに、八代と「午前」枠のコメンテーターが好きな色の1人掛け椅子を選んだうえで、ソーシャルディスタンスを保ちながら本番中に着席するようになった（上記のテーブルは「午後」枠限定で使用を継続）。
2022年3月21日（月曜日・春分の日）放送分から、番組のタイトルロゴ、ジングル、スタジオセットの一部を変更。また、番組のジングルへアレンジを施したことに伴って、番組の音声モードがフルステレオ放送に変更された。タイトルロゴの変更は番組史上初めてで、変更前までロゴに付いていた「!」が外れたほか、出演者の氏名・芸名・肩書を紹介するテロップには新しいロゴが右下へ添えられている。また、『JNN NEWS』で11時台・13時台ともキャスターの配置を変更。11時台では22日（火曜日）放送分から「男女のキャスターが報道局内のニューススタジオからニュースを交互に伝える」という体制に戻す一方で、通常時に当番組のスタジオセットの一角から放送する13時台では、21日放送分から担当キャスターが午後枠用の大型モニターを背にした位置からニュースを読むようになった。
なお、当番組へ3000回以上にわたって出演してきた小森谷は、2022年3月30日（水曜日）の午前枠で「新聞マイスター」を務めたことを最後に当番組を卒業。『JNN NEWS』の11時台では、4月4日からNスタジオを使用していたが、同月18日（いずれも月曜日）からニューススタジオの使用を再開した。
2022年5月からは、「TBS NEWS DIG」（TBSテレビをはじめJNNへ加盟する全28局が共同で運営するニュース配信サイト）や「TBS芸能エンタメ情報」（TBSテレビがYouTube上に開設している公式チャンネルの1つ）と本格的に連携。「TBS NEWS DIG」では、同月18日（水曜日）以降の午後枠で放送された特集の一部から、特集の概要や出演者の発言をテキストで紹介するページを設けている。また、「TBS芸能エンタメ情報」では、月曜以外の曜日の午前枠に編成されているアナウンサー企画（「#ひるおびライフ」「トレンドの現場」「グルメの現場」「エンタメfun」）の一部から、同録映像に編集を施した動画を5月第2週放送分から順次配信している。
2022年12月23日放送分で日比が金曜日のアシスタントを卒業。11時台の「JNN NEWS」を28日（水曜日）まで担当した後に、2023年1月6日から『Nスタ』の「金曜キャスター」（金曜分の総合司会）へ異動した（同年3月29日から月・火・金曜日のメインキャスターへ昇格）。

### 現在（2023年1月以降）
2023年の初回放送（1月4日＝水曜日）からは、新型コロナウイルスの影響で休止していた「午後」（11:55以降）枠での一般観覧者をスタジオの公開放送を、2020年2月27日（木曜日）放送分以来約3年ぶりに再開。当初は「暫定的な処置」という扱いだったが、感染症関連の国内法における新型コロナウイルス感染症の位置付けが季節性インフルエンザと同等の「五類感染症」へ移行されたことを受けて、移行初日（5月8日）の放送分から全面的に再開している。
2023年3月27日（月曜日）放送分から、テロップの仕様を2年ぶりに変更。「午前」枠と「午後」枠で色を分けていたテロップを、水色に統一した。また、「午前」枠のスタジオセットで収録された「ひるおびショッピング キニナルチョイス」（『プチブランチ』内の通販コーナー「キニナルチョイス」の派生番組）を、同日から全曜日の「午前」枠に3分間内包。放送の時間帯は放送日によって異なるものの、「午前」枠では重大ニュースの発生時を除いて、このコーナーの放送中にスタジオからの生放送を中断するようになった。なお、TBSテレビでは『キニナル金曜日』を同年6月30日に終了させたうえで、翌週（7月7日）から『もっとキニナルチョイス』（前述した「キニナルチョイス」からの派生番組）を関東ローカル向けに編成している。
その一方で、日比が当番組を2022年12月で再び卒業したことに伴って、2023年1月6日以降は皆川が金曜日にもアシスタントを務めていた。その一方で、江藤は当番組や『THE TIME,』などへのレギュラー出演を続けながら、2023年から世界陸上競技選手権・アジア競技大会（いずれもTBSテレビが日本国内向け放送権を保有する大会）の競技中継・関連番組で石井大裕（後輩のスポーツアナウンサー）と共にメインキャスターを担当。世界陸上がブダペスト（ハンガリー）・アジア競技大会が杭州市（中華人民共和国）で開かれた同年には、江藤が両大会の開催期間中に開催地に滞在していたため、この期間中に皆川が江藤担当分（月 - 水曜日）のアシスタントも代行していた。
2023年10月2日（月曜日）放送分からは、前月（9月29日放送分）まで全曜日の午前枠へ出演していた立川志らくが、月曜日午後枠のコメンテーターへ異動。これに伴って、2023年に入ってから午前枠に不定期で迎えられていた杉浦太陽・小林よしひさ・平野ノラ・井上咲楽・山之内すずなどが、午前枠における志らくの後任扱いでコメンテーター陣へ正式に加わった。また、志らくが毎週月曜日に午後枠へ登場することを受けて、前月まで月曜日の午後枠に週替わりで出演していたふかわりょうが水曜日・水谷隼が火曜日へ異動。11時台の「JNN NEWS」では、新型コロナウイルスの「五類感染症」移行を背景に、10月2日から男女のキャスター席を互いに近接する位置へ配している。
2024年5月3日（金曜日・憲法記念日）放送分のエンディングでは、皆川が第1子を懐妊していることを恵が紹介。「皆川が産前産後休暇を取得することに伴って、翌週から当番組を（木・金曜日とも）休演する」との報告も為された。翌週（5月第2週）からは、一部曜日のコーナーでプレゼンターを務めていた山形純菜（皆川の後輩アナウンサー）が、木・金曜分のアシスタントを引き継いでいる。その一方で、放送の開始から2024年で15周年を迎えたことを記念して、8月12日（月曜日・山の日）から16日（金曜日）までの5日間を「放送15周年特別Week」に設定。「“ニュースな現場”を深掘り!」をテーマに、恵と江藤が初めて共に臨んだロケ（東京ディズニーリゾートでの体験取材）企画をはじめ、レギュラー陣の一部によるロケ取材企画をこの期間に毎日2回（午前枠・午後枠で1回ずつ）放送していた。なお、皆川は出産を経て2024年10月3日から木・金曜日のアシスタントに復帰したが、山形もプレセンター専任で出演を続けている。
2025年3月31日（月曜日）放送分から、スタジオセットが4年ぶりに一新、テロップの仕様も2年ぶりに変更された。また、同日からは『午前』・『午後』共にそれまで『JNN NEWS』枠のみ実施していたリアルタイム字幕放送を開始した（ただしローカル枠を除く、それまでも重大ニュースがあった場合に臨時実施される場合があった）。

### 視聴率
開始当初は、ビデオリサーチによる関東地区・世帯・リアルタイムの「午後」の視聴率が2-4%の間を行き来していた。2009年8月以降報じられ芸能人に関する薬物事件は、番組のほぼすべての時間を割いて報じた日もあり、8月は視聴率が4% - 6%台に上昇して8月7日は当時の番組最高平均視聴率の7.9%となるが、9月以降は視聴率が再び低落し3%台 - 5%台で推移した。
しかし2011年春改編で日本テレビが『DON!』を終了させ『ヒルナンデス!』を開始して以降、視聴率で同時間帯の1位になることが多い。2011年4月19日に「午後」の平均視聴率が6.6%で、『スーパーダイスQ』がフジテレビ『笑っていいとも!』に抜かれて以来27年ぶりにTBSが同時間帯で視聴率の首位になり、以降たびたび同時間帯の視聴率で首位となる。2011年7月19日に「午後」で9.0%を獲得し、同時間帯民放首位並びに番組過去最高となる。開始当初は打ち切りも検討されたが、2009年春改編でスタートした番組として唯一継続する番組である。
2012年の年間平均視聴率は「午後」に5.9%で、番組開始以来「午後」で初の同時間帯横並びトップとなる。2013年は5.7%、2014年は7.0%で、TBSが同時間帯で年間同時間帯視聴率1位になるのも、放送時間で比較が可能となった1988年4月以降で初めてで、翌2013年以降も同時間帯横並び1位である。
各局の枠切りが異なるため、「午後」との同時間帯比較はできないが、2018年6月第2週（6月11日 - 17日）以降、フジテレビ『バイキングMORE』が時間帯1位となる日も現れていると報道されている。ただし現時点（2018年7月）では、本番組が概ね1位を保持している。
2018年度（2018年4月2日 - 2019年3月29日）の午後の部（午前11時55分 - 午後1時55分）が平均視聴率で6.1%を獲得して2012年度以来7年連続で同時間帯トップとなり、さらに午前の部（午前11時 - 11時55分）と午後の部を合わせた全体では平均視聴率5.7%を記録し、こちらは2011年度以来8年連続で同時間帯のトップを維持した。

## 番組開始当初の金曜日における13・14時台の編成
当番組の開始に伴って終了した『ひるドラ』枠で全国ネット向けの連続ドラマを中部日本放送（当時）と毎日放送が交互に制作していた経緯から、13時台には中部日本放送、14時台には毎日放送の制作で以下の番組を全国ネット向けに放送。TBSテレビが制作するパートについては、金曜日のみ12時台で放送を終えていた。
- 中部日本放送『えなりかずき!そらナビ』 - 中京ローカル向けに放送されていた『サタデー生ワイド そらナビ』から派生した生放送番組。

放送時間は12:55 - 13:55、2009年10月2日からは12:50 - 13:50、2010年4月2日から同年9月24日までは13:55 - 14:55。2010年9月24日に終了した。
- 毎日放送『バンバンバン』 - 板東英二の旅番組で、当時関西ローカルで放送されていた情報番組『ちちんぷいぷい』金曜日の生中継企画から派生。基本として生放送だったが、時期によっては、事前に収録したロケの模様を放送することもあった。

放送時間は13:55 - 14:55で、2010年3月26日に終了。翌々週から『ちちんぷいぷい』金曜日の生中継企画が関西ローカルで復活したことに伴って、板東も同番組のレギュラー出演を1年ぶりに再開した。

## 放送時間の変遷
| 期間      | 期間      | 放送時間（JST）       | 放送時間（JST）        | 放送時間（JST）        |
| 期間      | 期間      | 午前                  | 午後                   | 午後                   |
| 期間      | 期間      | 午前                  | 月 - 木曜日            | 金曜日                 |
| --------- | --------- | --------------------- | ---------------------- | ---------------------- |
| 2009.3.30 | 2009.7.17 | 11:00 - 11:55（55分） | 12:00 - 14:55（175分） | 12:00 - 12:55（55分）  |
| 2009.7.20 | 2009.9.25 | 11:00 - 11:55（55分） | 12:00 - 13:53（113分） | 12:00 - 12:55（55分）  |
| 2009.9.28 | 2010.3.26 | 11:00 - 11:55（55分） | 11:55 - 13:50（115分） | 11:55 - 12:50（55分）  |
| 2010.3.29 | 2015.3.27 | 11:00 - 11:55（55分） | 11:55 - 13:50（115分） | 11:55 - 13:50（115分） |
| 2015.3.30 | 2016.3.31 | 11:00 - 11:55（55分） | 11:55 - 13:52（117分） | 11:55 - 13:52（117分） |
| 2016.4.1  | 2016.9.30 | 11:00 - 11:55（55分） | 11:55 - 13:55（120分） | 11:55 - 13:55（120分） |
| 2016.10.3 | 現在      | 10:25 - 11:55（90分） | 11:55 - 13:55（120分） | 11:55 - 13:55（120分） |

## ネット局
- 『午前』（10:25 - 11:55）・『午後』（11:55 - 13:55）の2部構成で放送。ただし11:30 - 11:55は『JNNニュース』で中断扱い。
- 前番組『ピンポン!』と同様に、『午前』は、『JNN NEWS』全国枠（11:30 - 11:48）を除きローカルセールス枠で、11:30に飛び乗りポイントが設けられているため、TBSテレビ以外の通常時『午前』を◎または○とする局であっても、祝日を中心に編成の都合で臨時に『午前』を△に変更することがある一方で、通常時に「午前」を○または△とする局が有事・緊急時による報道特番扱いや特別編成実施時を中心に臨時に◎または○に変更する場合がある[注 19]。
- 「午前」の『JNN NEWS』と「午後」のオープニング・挨拶について
  - 「午前」内包の「JNN NEWS」では、冒頭でヘッドラインを伝えてから、同番組のロゴが表示され、挨拶をする。
  - 「午後」では、冒頭でテーマソングが流れ、右上に当番組のロゴと日付が表示され、恵が挨拶をする。
- 「午前」の放送開始が10時台に繰り上がった2016年10月3日以降の状況を記す。
  - ◎…フルネット（TBSテレビ以外の局では『午前』の『JNNニュース』のローカル枠〈11:48 - 11:55〉の自社差し替えを行使する局を含む）
  - ○…フルネットではあるが、『午前』の『JNNニュース』におけるローカル枠での差し替え以外に、11:19 - 11:30のローカル枠も差し替え[注 20][注 21]。
  - △…『午前』の『JNNニュース』のみ放送（11:48 - 11:55のローカル枠の自社差し替えを行使する局を含む）
- ☆印は、『JNNニュース』（11:30 - 11:55）を単独番組扱いまたは、番組タイトルを『ひるおびJNNニュース』あるいは『ひるおび（JNNニュース）』と改題して放送している。

以下は2025年4月1日以降のネット状況で、日本時間（JST）を基準に放送時間を表記。
| 放送対象地域   | 放送局                     | 系列    | 放送時間（東京発） 月曜 - 金曜 | 放送時間（東京発） 月曜 - 金曜 | 備考 |
| 放送対象地域   | 放送局                     | 系列    | 午前 10:25 - - 11:55           | 午後 11:55 - - 13:55           | 備考 |
| -------------- | -------------------------- | ------- | ------------------------------ | ------------------------------ | --- |
| 関東広域圏     | TBSテレビ（TBS）           | TBS系列 | ◎                              | ◎                              | 【制作局】 |
| 青森県         | 青森テレビ（ATV）          | TBS系列 | ◎                              | ◎                              | - 2018年4月2日から全曜日で「午前」を◎に変更。 - 2017年4月3日から2018年3月30日までの「午前」は 月-木曜…◎、金曜…△。 |
| 近畿広域圏     | 毎日放送（MBS）            | TBS系列 | ◎                              | ◎                              | - 自社でテレビ中継を制作する『選抜高校野球大会 決勝戦』が平日と重なった場合の対応については後述。金曜日や、平日が祝日と重なる場合に、「午前」を臨時に△へ変更することがある。 - 基本的には「午前」は◎だが時たま「午前」を△にして自社制作の番組を放送したり、再放送したりする事がある。 - 2024年3月18日 - 29日、「MBS春のバラエティー祭り」（自社で制作する『プレバト!!』『ごぶごぶ』『痛快!明石家電視台』の再放送）を放送。 - 2024年11月21日（木曜日）から12月20日（金曜日）までの平日には、「昭和名作ドラマセレクション」と銘打って、『スチュワーデス物語』（1983年度の下半期にTBSで放送されていた連続ドラマ）の再放送を10:30 - 11:30に放送、2025年1月6日（月曜日）以降の平日には、マルチチャンネル編成を10:25 - 11:30に関西ローカルで実施。この時間帯には、メインチャンネルを「午前」の同時ネット、サブチャンネルを「昭和名作ドラマセレクション」（『男女7人夏物語』などの再放送）が放送 - 2025年6月5日（木曜日）、『ごぶごぶ』を再放送。 - 2025年7月21日（月曜日）から｢夏休みも！4chテと題して下記を放送 - 7月21日 - 8月1日『不適切にもほどがある！』 - 8月4日、5日『よしもと新喜劇 傑作選』 - 8月6日、『日曜日の初耳学』 |
| 山口県         | テレビ山口（tys）          | TBS系列 | ◎                              | ◎                              | - 2017年10月2日から「午前」を◎に変更。 - 2017年9月29日までの「午前」は11:00飛び乗り。 |
| 福岡県         | RKB毎日放送（RKB）         | TBS系列 | ◎                              | ◎                              | - 2022年3月28日から「午前」を◎に変更。 - 「午前」は2019年3月29日までは月曜は△・火曜 - 金曜は◎。2019年4月2日から2021年3月26日までは月曜 - 木曜は◎、金曜は△、2021年3月29日から2022年3月25日までは△。 |
| 山形県         | テレビユー山形（TUY）      | TBS系列 | 月曜・火曜…△水曜 - 金曜…◎      | ◎                              | - 2022年4月6日から月曜・火曜は△、水曜 - 金曜は◎に変更。 - 「午前」は2017年9月29日まで11:00飛び乗り。2017年10月2日から2022年4月5日までは全曜日で△。 |
| 広島県         | 中国放送（RCC）            | TBS系列 | 月曜 - 木曜…◎金曜…△            | ◎                              | - 金曜10:30 - 11:25はローカル情報番組『ランキンLand!』を放送。 - 毎年5月3日 - 5日に行われる『ひろしまフラワーフェスティバル』初日が月曜 - 木曜のどちらかにあたる場合に『JNN NEWS』以外の『花のパレード』の生中継特番を放送する際は臨時に「午前」を△に変更し、『午後』を13:55開始の時差ネットに変更する。 |
| 福島県         | テレビユー福島（TUF）☆     | TBS系列 | ○                              | ◎                              | - 2022年10月3日から「午前」を再度○に変更。 - 「午前」は2017年4月3日 - 2018年9月28日までは○。2018年10月1日から2022年9月30日までは△。 |
| 富山県         | チューリップテレビ（TUT）☆ | TBS系列 | ○                              | ◎                              | - 2024年4月1日から「午前」を〇に変更（編成上は11:19まで）。 - 「午前」は2024年3月29日まで△。 - 2024年4月3日は「午前」を臨時に◎に変更。 |
| 中京広域圏     | CBCテレビ（CBC）☆          | TBS系列 | ○                              | ◎                              | |
| 岡山県・香川県 | RSK山陽放送（RSK）         | TBS系列 | ○                              | ◎                              | - 2021年2月1日から全曜日で再度「午前」を○に変更。 - 月曜 - 木曜11:20 - 11:25は自社制作番組『情報プラス』に、金曜11:20 - 11:25は岡山県広報番組『晴れの国 生き活きテレビ』（再放送）に、11:25 - 11:30は自社制作番組『ガチでやります!中屋藍のファイト70発!』に各々差し替え。 - 「午前」は2017年9月29日までの間は11:00飛び乗り、同年10月2日から2019年9月27日までは○、2019年9月30日から2020年4月1日までは△。2020年4月2日から2021年1月29日までは月曜 - 水曜は△、木曜･金曜は○。 |
| 高知県         | テレビ高知（KUTV）         | TBS系列 | ○                              | ◎                              | - 2017年10月2日から「午前」を○に変更。 - 11:19 - 11:30は自社制作番組『ホットインフォメーション』に差し替え。 - 2017年9月29日までの「午前」は11:00飛び乗り。 |
| 熊本県         | 熊本放送（RKK）            | TBS系列 | ○                              | ◎                              | - 2022年7月1日から「午前」を再度○に変更。 - 2017年4月3日から2021年8月2日までの「午前」は○、2021年8月10日から2022年6月30日までの「午前」は△。 |
| 鹿児島県       | 南日本放送（MBC）☆         | TBS系列 | ○                              | ◎                              | - 2017年10月2日から「午前」を○に変更。 - 11:19 - 11:30は、自社制作番組『ひるかご』に差し替え。 - 2017年9月29日までの「午前」は11:00飛び乗り。 |
| 沖縄県         | 琉球放送（RBC）☆           | TBS系列 | ○                              | ◎                              | - 2022年10月3日から「午前」を○に変更。 - 2022年9月30日までの「午前」は△。 |
| 北海道         | 北海道放送（HBC）☆         | TBS系列 | 月曜 - 水曜・金曜…○木曜…△      | ◎                              | - 2022年4月7日から月曜 - 水曜・金曜のみ「午前」を◯に変更。 - 木曜9:55 - 10:50はローカル情報番組『グッチーな!』を放送。 - 2019年3月29日までは全曜日で「午前」は○、2019年4月2日から2022年4月6日まで月曜 - 木曜のみ「午前」は○。 |
| 新潟県         | 新潟放送（BSN）            | TBS系列 | 火曜 - 木曜…○月曜・金曜…△      | ◎                              | - 2025年4月7日から月曜のみ「午前」を△に変更。 - 2017年10月6日から2022年9月30日までの金曜11:00 - 11:05は『とれたて情報館』を放送。 - 2017年9月29日までの「午前」は11:00飛び乗り。 - 2017年10月2日から2025年3月31日までは月曜 - 木曜のみ「午前」が○。 |
| 岩手県         | IBC岩手放送（IBC）         | TBS系列 | 月曜 - 水曜…○木曜・金曜…△      | ◎                              | - 2025年3月31日から月曜 - 水曜に限り、「午前」を○に変更。 - 金曜10:55 - 11:20はローカル情報番組『金曜情報館』を放送。 - 「午前」は2019年3月29日までは○、2019年4月2日から2020年3月27日までと、2021年3月29日から2025年3月28日までが△。2020年3月30日から2021年3月26日までは月曜 - 木曜が○、金曜は△。 |
| 宮城県         | 東北放送（tbc）            | TBS系列 | △                              | ◎                              | - 2021年3月29日から『午前』を△に変更。 - 9:55 - 10:25（第1部）・10:55 - 11:20（第2部）はローカル情報番組『ひるまでウォッチン!』を放送。 - 2021年3月26日までの「午前」は○。 - 2021年12月27日と28日は「午前」を臨時に○に変更。 |
| 山梨県         | テレビ山梨（UTY）☆         | TBS系列 | △                              | ◎                              | - 金曜9:55 - 10:30はローカル情報番組『みなみおばちゃんのガッチリ金曜日』を放送。 |
| 長野県         | 信越放送（SBC）☆           | TBS系列 | △                              | ◎                              | - 2025年6月30日から全曜日で「午前」を△に変更。 |
| 静岡県         | 静岡放送（SBS）☆           | TBS系列 | △                              | ◎                              | - 2023年10月2日から全曜日で「午前」を△に変更。 - 月曜 - 木曜 10:25 - 11:20・金曜 10:25 - 11:15はローカル情報番組『Soleいいね!』を放送。 - 「午前」は2017年9月29日までは11:00飛び乗り。2017年10月2日から2021年3月26日までは△。2021年3月29日から2022年4月4日まで月曜から木曜に限り○。2022年4月5日から2023年9月28日月曜・水曜・木曜に限り○。 |
| 石川県         | 北陸放送（MRO）            | TBS系列 | △                              | ◎                              | - 2023年10月2日から全曜日で「午前」を△に変更。 - 「午前」は2021年9月24日までは全曜日で○、同年9月27日から2023年9月29日までは月曜 - 木曜のみ○。 |
| 鳥取県・島根県 | 山陰放送（BSS）☆           | TBS系列 | △                              | ◎                              | - 2017年10月2日から「午前」を△に変更。 - 2017年9月29日までの「午前」は11:00飛び乗り。 |
| 愛媛県         | あいテレビ（itv）          | TBS系列 | △                              | ◎                              | - 2017年10月2日から「午前」を△に変更。 - 金曜11:00 - 11:30はローカル情報番組『ほのボーノ』を放送。 - 2017年9月29日までの「午前」は11:00飛び乗り。 |
| 長崎県         | 長崎放送（NBC）            | TBS系列 | △                              | ◎                              | - 2021年3月29日から再度「午前」を△に変更。 - 木曜10:25 - 10:50は長崎ケーブルメディア制作のローカル情報番組『なんでんカフェ』を放送。 - 「午前」は2017年3月31日までは△。2017年4月3日から2021年3月26日までは◎。 |
| 大分県         | 大分放送（OBS）            | TBS系列 | △                              | ◎                              | - 2019年9月30日から「午前」を△に変更。 - 「午前」は2017年9月29日までは11:00飛び乗り、2017年10月2日から2019年9月27日までは○。 |
| 宮崎県         | 宮崎放送（MRT）            | TBS系列 | △                              | ◎                              | - 2017年10月2日から「午前」を△に変更。 - 2017年9月29日までの「午前」は11:00飛び乗り。 |

## 重大ニュース・特番放送時の対応
- 報道特別番組扱いまたはそれに相当する内容で放送される場合は、放送時間の拡大[42]や、CSのTBS NEWSでも本番組の一部をネット受けすることもある。
  - 2019年（平成31年）4月1日には、9:55 - 12:55に新元号発表関連のJNN報道特別番組を放送したため「午前」を休止、「午後」のみ65分繰り下げ・短縮（13:00 - 13:55）[注 53][注 54][注 55]。同年4月30日には前天皇（現：上皇）退位関連、同年（令和元年）5月1日には天皇即位関連のJNN報道特別番組をそれぞれ9:55 - 11:30に放送した[注 56]ため、「午前」を30分繰り下げて短縮。実際には、『JNN NEWS』のみ放送された[注 57]。
- 放送開始当初から土曜・日曜の放送はないほか、年末年始期間（おおむね12月29日から1月3日まで）に放送される日曜劇場・火曜ドラマ・金曜ドラマのエピソード全話一挙放送特番、ならびにオリンピック、ワールド・ベースボール・クラシック（いずれも一部の日で日本国内向けの競技・試合中継をTBSテレビ系列で独占放送）、世界陸上競技選手権大会、アジア陸上競技選手権大会（いずれもTBSテレビが競技中継の日本国内向け放送権を独占的に保有）といった国際規模のスポーツ大会期間中で、競技・試合中継、およびドラマ再放送枠が当番組本来の放送枠（10:25 - 13:55）と一部でも重なる日には、以下のパターンのいずれかで対応している。
  - （1）「午前」「午後」とも本編を休止したうえで、『JNNニュース』を単独番組として編成するか、シフト勤務のアナウンサー1人がTBSテレビ報道局内のニューススタジオから「ストレートニュース数項目のみ」か「ストレートニュース数項目+全国の天気予報」を伝える短縮版を競技中継またはドラマ再放送特番の進行に応じて番組枠内へ挿入する[43]。
    - 放送開始当初から本番組の放送がない土曜と日曜については、このパターンで土曜の11:45 - 11:59に14分間、日曜の11:30 - 11:40に10分間それぞれ『JNNニュース』を単独番組として編成、TBSテレビ報道局内のニューススタジオから土曜・日曜の担当アナウンサー・キャスター1人が「ストレートニュース数項目」および「ストレートニュース数項目+全国の天気予報」を伝えるほか、土曜はニュースに続きウェザーマップ所属の気象予報士による「全国・関東の天気予報」を放送して対応している。

  - （2）「午前」のみ休止したうえで、「午後」を通常通り放送するか、中継の終了時間に応じて「午後」の開始を通常より遅らせる。『JNNニュース』については、上記の短縮版を競技中継の進行に応じて中継枠内に内包するか、中継の終了後に単独番組または13時40分頃のニュースコーナーにて放送する。
    - 「世界陸上2022オレゴン」期間中の平日（2022年7月18日 - 22日および25日）を例に取れば、開催地（アメリカ合衆国オレゴン州）での競技日程（ナイトセッション）に合わせてTBSテレビ系列での中継枠を8:00 - 12:25に組んでいたため、中継終了後に『JNNニュース』（ローカル枠付きの単独番組として12:25 - 12:30に編成）をはさんで、「午後」の本編のみで12:30からの短縮放送を実施。「午前」からの通常ネット局のうち、「午前」のローカル枠差し替えが認められている時間帯（11:19 - 11:30）に『キユーピー3分クッキング』（CBCテレビ制作版）を編成している局（当該項で詳述）では、『3分クッキング』（12:30 - 12:40）をはさんで12:40からの飛び乗り方式で「午後」を放送している。このような事情から「午後」の冒頭10分間がフルネットに至らなかったため、冒頭では主に気象関連の話題を扱っていた。
    - 2023年3月21日の「2023WBC決勝ラウンド 日本×メキシコ」（アメリカ・マイアミ）中継（7:00 - 12:00）では、世界陸上中継の際の中継体制とは異なり中継枠内へ内包せず、13:40頃のニュースコーナーにて全国ニュースとローカルニュースを放送した[注 58]。

  - （3）「午後」のみ休止することを前提に、「午前」から11時台の『JNNニュース』まで放送する。
    - 毎年3月下旬 - 4月上旬に開催される選抜高等学校野球大会の決勝が平日と重なる場合には、決勝のテレビ中継を制作する毎日放送（TBSテレビ系列の準基幹局）が、このパターンで「午後」のネットを返上[注 59]。決勝の雨天中止（翌日以降の順延）が中継の前までに決まった場合に限って、「午後」の同時ネットへ復帰する体制を講じている。この中継は基本として関西ローカルで放送しているが、毎日放送の番組を地上波で直接視聴できる近畿地方・徳島県以外の地域からの出場校が決勝まで残った場合には、出場校の地元系列局でもこのパターンに沿って決勝の中継を優先することがある。

  - 2024年世界リレー（TBSテレビが日本国内での放送権とインターネット向けのライブ配信権を保有している世界リレーの2024年大会）がバハマのナッソーで開催されていた2024年5月6日（月曜日：こどもの日の振替休日）には、日本代表チームが参加していた男子4×100m決勝と男子4×400m決勝の生中継を、「午前」の時間帯に「『ひるおび』特別編」として放送した。
    - TBSテレビでは、前日（5月5日：こどもの日）の午後（13:30 - 14:54）にも、男子4×100mの予選と男子4×400mの予選を『世界リレー2024バハマ～パリ五輪出場国決定レース～』という単独番組扱いで関東ローカル向けに生中継。この番組と『特別編』では、同局からナッソーに派遣されていた石井大裕が会場からのリポートを担当していた。ちなみに、日本代表チームは、男子4×100mの予選4組・男子4×400mの予選1組をいずれも1着でフィニッシュ。両種目で決勝に進出できたばかりか、「パリ五輪」（2024年夏季パリオリンピック）への出場権も獲得した。
    - 5月6日には、「午前」の通常ネット局の大半（18局）が『ジャパネットたかた 生放送テレビショッピング』（同社制作、9:50 - 10:50）などの自主編成を優先していた。このような事情から、TBS以外で『特別編』を放送した「午前」の通常ネット局は、中国放送（10:25からのフルネット）・CBCテレビ・静岡放送（いずれも10:35からの飛び乗りネット）の3局にとどまった。CBCテレビと静岡放送が飛び乗りネットで対応したのは、男子4×100m決勝と男子4×400m決勝の生中継に備えた暫定措置として、前述した『3分クッキング』の放送枠を10:25 - 10:35に繰り上げていたことによる。ただし、2024年世界リレーでは、U-NEXTでも動画のライブ配信を実施。『特別編』が放送されなかった地域でも、同配信サービスを通じて両種目の決勝をリアルタイムで視聴できるようになっていた[44]。

## 出演者

### 現在（2024年11月25日以降）
特記しない限り、TBSテレビの現職アナウンサー。
★：週替わり（隔週か月2回のペース）で出演。

☆：月1回程度出演。
- 予定により担当の変更・兼務あり。
- コメンテーターには恵と同じワタナベエンターテインメントに所属する後輩芸人やタレントが起用されるケースも目立つ。
- TBSテレビが新卒扱いでアナウンサー（新人アナウンサー）を採用した年の午前枠では、新人アナウンサーも「見習い」と称して10月改編から期間限定でコーナープレゼンター（以前は天気予報のキャスター）や生中継企画のリポーターに起用。アナウンサーによっては、「見習い」期間の終了後も、役割や担当の曜日・時間帯を変えながらレギュラーで出演することがある。

| 月曜日 | 火曜日                                                   | 水曜日                                                                           | 木曜日                                                    | 金曜日                                                     |
| 総合司会 | 総合司会                                                 | 総合司会                                                                         | 総合司会                                                  | 総合司会                                                   |
| --- | -------------------------------------------------------- | -------------------------------------------------------------------------------- | --------------------------------------------------------- | ---------------------------------------------------------- |
| 恵俊彰（ホンジャマカ） 八代英輝（弁護士） |                                                          |                                                                                  |                                                           |                                                            |
| アシスタント（午前枠終盤の「プチトピ」プレゼンターを兼務） |                                                          |                                                                                  |                                                           |                                                            |
| 江藤愛 | 江藤愛                                                   | 江藤愛                                                                           | 皆川玲奈                                                  | 皆川玲奈                                                   |
| コメンテーター |                                                          |                                                                                  |                                                           |                                                            |
| 午前（10時25分 - 11時30分）枠 |                                                          |                                                                                  |                                                           |                                                            |
| 渡辺満里奈★（タレント） 山之内すず★（タレント） 大迫あゆみ★ 井上咲楽★（タレント） | 友利新（医師） 高橋ユウ★（モデル） 関根麻里★（タレント） | 朝日奈央（タレント） 杉浦太陽★（タレント） 土屋礼央★（RAG FAIR）                 | 中川翔子（タレント） 小林よしひさ（タレント）             | 平野ノラ（お笑いタレント） ハシヤスメ・アツコ☆（タレント） |
| 午後（11時55分 - 13時55分）枠 |                                                          |                                                                                  |                                                           |                                                            |
| 男性 |                                                          |                                                                                  |                                                           |                                                            |
| 立川志らく（落語家） | 大谷昭宏（ジャーナリスト） 水谷隼★（元プロ卓球選手）     | 鎌田靖（ジャーナリスト） ふかわりょう★（お笑いタレント） 原晋☆（陸上競技指導者） | 副島淳★（俳優） 清水章弘★（学習塾経営者）                 | 上地雄輔（俳優）                                           |
| 女性 |                                                          |                                                                                  |                                                           |                                                            |
| 三雲孝江★（元TBSアナウンサー） 長田麻衣★（マーケーター） | 迫田さおり（元バレーボール選手）                         | 伊藤聡子★（タレント） 高橋みなみ★（歌手）                                        | 栗栖良依★（アートプロデューサー） 眞鍋かをり★（タレント） | 三田寛子★（タレント） 白井智子★（社会起業家）              |
| お天気キャスター |                                                          |                                                                                  |                                                           |                                                            |
| 森朗（気象予報士） |                                                          |                                                                                  |                                                           |                                                            |
| リポーター（いずれもフリーアナウンサーでTBSテレビ以外の民放局出身） |                                                          |                                                                                  |                                                           |                                                            |
| 川添永津子（元テレビ愛媛アナウンサー） 田中美穂（元南日本放送アナウンサー） 鎌田香奈（元チューリップテレビアナウンサー） 長島瑞穂（元秋田テレビアナウンサー） 上田敦史（元宮崎放送・熊本放送アナウンサー） 飯田麻菜美（元福島放送アナウンサー） |                                                          |                                                                                  |                                                           |                                                            |
| プレゼンター（トピック単位で交互に担当） |                                                          |                                                                                  |                                                           |                                                            |
| 午前枠 |                                                          |                                                                                  |                                                           |                                                            |
| 新タ悦男 小林由未子 | 山形純菜                                                 | 若林有子 吉村恵里子                                                              | 伊藤隆佑 若林有子                                         | 近藤夏子 佐々木舞音                                        |
| 午後枠 |                                                          |                                                                                  |                                                           |                                                            |
| 赤荻歩 山形純菜 | 土井敏之 若林有子                                        | 熊崎風斗 宇内梨沙                                                                | 山内あゆ 小沢光葵                                         | 蓮見孝之 宇内梨沙                                          |
| 「＃ひるおびライフ」（火 - 木曜日午前枠）／「エンタメfun」（金曜日午前枠）プレゼンター （担当日には前後に放送されるトピックのプレゼンターを兼務）                                                                                               |                                                          |                                                                                  |                                                           |                                                            |
| （未設定） | 山形純菜                                                 | 吉村恵里子                                                                       | 若林有子                                                  | 近藤夏子                                                   |
| 「トレンドの現場」「グルメの現場」（いずれも午前枠）中継キャスター |                                                          |                                                                                  |                                                           |                                                            |
| 小沢光葵 | 小沢光葵                                                 | 小沢光葵（隔週） 御手洗菜々（隔週）                                              | 御手洗菜々                                                | 御手洗菜々                                                 |
| ナレーター |                                                          |                                                                                  |                                                           |                                                            |
| 男性 |                                                          |                                                                                  |                                                           |                                                            |
| 伊藤隆太 | 山本匠晃                                                 | 伊藤隆太                                                                         | 初田啓介                                                  | 初田啓介                                                   |
| 女性 |                                                          |                                                                                  |                                                           |                                                            |
| 小倉弘子 | 小林由未子                                               | 小林由未子                                                                       | 小倉弘子                                                  |                                                            |
| 「ひるおびショッピング キニナルチョイス」（午前枠内で放送される事前収録のテレビショッピングコーナー）MC |                                                          |                                                                                  |                                                           |                                                            |
| 松嶋尚美（タレント） |                                                          |                                                                                  |                                                           |                                                            |
| JNN NEWS（11時台） |                                                          |                                                                                  |                                                           |                                                            |
| 男性キャスター |                                                          |                                                                                  |                                                           |                                                            |
| 高柳光希 | 高柳光希                                                 | 赤荻歩                                                                           | 蓮見孝之                                                  | 赤荻歩                                                     |
| 女性キャスター |                                                          |                                                                                  |                                                           |                                                            |
| 上村彩子 | 出水麻衣                                                 | 山本恵里伽                                                                       | 篠原梨菜                                                  | 篠原梨菜                                                   |
| 午後枠（13時台）ニュースキャスター |                                                          |                                                                                  |                                                           |                                                            |
| 上村彩子 | 出水麻衣                                                 | 浦野芽良                                                                         | 南後杏子                                                  | 篠原梨菜                                                   |

曜日コメンテーター出演パータン表（2024年10月現在）
| 曜日   | 枠                   | パターンA          | パターンB          | パターンC              | パターンD          | パターンE                |
| 月曜日 |                      |                    |                    |                        |                    |                          |
| ------ | -------------------- | ------------------ | ------------------ | ---------------------- | ------------------ | ------------------------ |
| 月曜日 | 午前枠               | 渡辺満里奈         | 大迫あゆみ         | 山之内すず             | 井上咲楽           | 渡辺／大迫／山之内／井上 |
| 月曜日 | 午前枠               | 大迫／山之内／井上 | 山之内／井上／渡辺 | 井上／渡辺／大迫       | 山之内／渡辺／大迫 | ゲスト                   |
| 月曜日 | 午後枠               | 立川志らく         | 立川志らく         |                        |                    |                          |
| 月曜日 | 午後枠               | 三窪孝江           | 長田麻衣           |                        |                    |                          |
| 火曜日 |                      |                    |                    |                        |                    |                          |
| 午前枠 | 友利新               | 高橋ユウ           | 関根麻里           | 友利／高橋（ユ）／関根 |                    |                          |
| 午前枠 | 高橋ユウ／関根麻里   | 関根麻里／友利新   | 友利新／高橋ユウ   | ゲスト                 |                    |                          |
| 午後枠 | 大谷明宏             | 水谷隼             |                    |                        |                    |                          |
| 午後枠 | 迫田さおり           |                    |                    |                        |                    |                          |
| 水曜日 |                      |                    |                    |                        |                    |                          |
| 午前枠 | 朝日奈央             | 朝日奈央           |                    |                        |                    |                          |
| 午前枠 | 杉浦太陽             | 土田礼央           |                    |                        |                    |                          |
| 午後枠 | 鎌田靖               | ふかわりょう       | 原晋               |                        |                    |                          |
| 午後枠 | 伊藤聡子／高橋みなみ |                    |                    |                        |                    |                          |
| 木曜日 |                      |                    |                    |                        |                    |                          |
| 午前枠 | 小林よしひさ         | 中川翔子           |                    |                        |                    |                          |
| 午前枠 | 中川翔子             | ゲスト             |                    |                        |                    |                          |
| 午後枠 | 清水章弘／副島淳     |                    |                    |                        |                    |                          |
| 午後枠 | 眞鍋かをり／栗栖良依 |                    |                    |                        |                    |                          |
| 金曜日 |                      |                    |                    |                        |                    |                          |
| 午前枠 | 平野ノラ             |                    |                    |                        |                    |                          |
| 午前枠 | ハシヤスメ・アツコ   |                    |                    |                        |                    |                          |
| 午後枠 | 上地雄輔             | 上地雄輔           |                    |                        |                    |                          |
| 午後枠 | 三田寛子             | 白井智子           |                    |                        |                    |                          |

## 歴代の出演者
総合司会・アシスタントの変遷
| 期間             | 期間           | 総合司会        | アシスタント        | アシスタント | アシスタント        | アシスタント | アシスタント |
| 期間             | 期間           | 総合司会        | 月曜                | 火曜         | 水曜                | 木曜         | 金曜         |
| ---------------- | -------------- | --------------- | ------------------- | ------------ | ------------------- | ------------ | ------------ |
| 2009年3月30日    | 2012年3月30日  | 恵俊彰          | 小倉弘子            | 小倉弘子     | 小倉弘子            | 小倉弘子     | 小倉弘子     |
| 2012年4月2日     | 2013年3月29日  | 恵俊彰          | 枡田絵理奈1 江藤愛1 | 枡田絵理奈   | 枡田絵理奈1 江藤愛1 | 枡田絵理奈   | 枡田絵理奈   |
| 2013年4月1日     | 2013年12月27日 | 恵俊彰 八代英輝 | 枡田絵理奈1 江藤愛1 | 枡田絵理奈   | 枡田絵理奈1 江藤愛1 | 枡田絵理奈   | 枡田絵理奈   |
| 2014年1月6日     | 2014年3月28日  | 恵俊彰 八代英輝 | 江藤愛              | 枡田絵理奈   | 枡田絵理奈          | 枡田絵理奈   | 枡田絵理奈   |
| 2014年3月31日    | 2021年9月30日  | 恵俊彰 八代英輝 | 江藤愛              | 江藤愛       | 江藤愛              | 江藤愛       | 江藤愛       |
| 2021年10月1日    | 2022年12月27日 | 恵俊彰 八代英輝 | 江藤愛              | 江藤愛       | 江藤愛              | 皆川玲奈     | 日比麻音子   |
| 2023年1月4日     | 2024年5月3日   | 恵俊彰 八代英輝 | 江藤愛              | 江藤愛       | 江藤愛              | 皆川玲奈     | 皆川玲奈     |
| 2024年5月6日     | 2024年9月27日  | 恵俊彰 八代英輝 | 江藤愛              | 江藤愛       | 江藤愛              | 山形純菜     | 山形純菜     |
| 2024年9月30日    | 現在           | 恵俊彰 八代英輝 | 江藤愛              | 江藤愛       | 江藤愛              | 皆川玲奈     | 皆川玲奈     |
| - 1 隔週で担当。 |                |                 |                     |              |                     |              |              |

ニュースキャスターの変遷
2015年11月2日（月曜日）から2024年9月27日（金曜日）までの担当者は、当時『ゴゴスマ』の14時台に編成されていたニュースコーナー（JNN排他協定対象外の定時ニュース）のキャスターを、当番組での担当後にTBSテレビ報道局ニューススタジオからの生中継方式で務めていた。
| 期間             | 期間           | ニュースキャスター | ニュースキャスター | ニュースキャスター  | ニュースキャスター | ニュースキャスター |
| 期間             | 期間           | 月曜               | 火曜               | 水曜                | 木曜               | 金曜               |
| ---------------- | -------------- | ------------------ | ------------------ | ------------------- | ------------------ | ------------------ |
| 2009年3月30日    | 2014年3月28日  | 長岡杏子           | 長岡杏子           | 長岡杏子            | 長岡杏子           | 長岡杏子           |
| 2014年3月31日    | 2018年9月28日  | 長岡杏子           | 長岡杏子           | 長岡杏子            | 高畑百合子         | 高畑百合子         |
| 2018年10月1日    | 2019年5月31日  | 出水麻衣           | 出水麻衣           | 出水麻衣            | 山本恵里伽         | 山本恵里伽         |
| 2019年6月3日     | 2020年7月3日   | 出水麻衣           | 出水麻衣           | 出水麻衣            | 田村真子           | 田村真子           |
| 2020年7月6日     | 2020年7月31日  | 出水麻衣           | 出水麻衣           | 出水麻衣            | 古谷有美           | 古谷有美           |
| 2020年8月3日     | 2020年9月11日  | 出水麻衣           | 出水麻衣           | 出水麻衣            | 宇賀神メグ         | 宇賀神メグ         |
| 2020年9月14日    | 2020年10月16日 | 出水麻衣           | 出水麻衣           | 出水麻衣            | 山形純菜           | 山形純菜           |
| 2020年10月19日   | 2021年3月26日  | 出水麻衣           | 出水麻衣           | 出水麻衣            | 田村真子           | 田村真子           |
| 2021年3月29日    | 2021年10月1日  | 出水麻衣           | 出水麻衣           | 出水麻衣1 上村彩子1 | 上村彩子           | 上村彩子           |
| 2021年10月4日    | 2022年4月1日   | 出水麻衣           | 出水麻衣           | 小沢光葵1 高柳光希1 | 上村彩子           | 上村彩子           |
| 2022年4月4日     | 2023年9月29日  | 出水麻衣           | 出水麻衣           | 高柳光希            | 上村彩子           | 山本里菜           |
| 2023年10月2日    | 2024年3月29日  | 山本恵里伽         | 山本恵里伽         | 御手洗菜々          | 上村彩子           | 南後杏子           |
| 2024年4月1日     | 2024年9月27日  | 上村彩子           | 出水麻衣           | 山本恵里伽          | 南後杏子           | 御手洗菜々         |
| 2024年9月30日    | 現在           | 上村彩子           | 出水麻衣           | 浦野芽良            | 南後杏子           | 篠原梨菜           |
| - 1 隔週で担当。 |                |                    |                    |                     |                    |                    |

『THE NEWS』→『JNN NEWS』キャスターの変遷
| 期間             | 期間           | THE NEWS ↓ JNN NEWS | THE NEWS ↓ JNN NEWS | THE NEWS ↓ JNN NEWS | THE NEWS ↓ JNN NEWS | THE NEWS ↓ JNN NEWS | THE NEWS ↓ JNN NEWS | THE NEWS ↓ JNN NEWS | THE NEWS ↓ JNN NEWS | THE NEWS ↓ JNN NEWS | THE NEWS ↓ JNN NEWS |
| 期間             | 期間           | キャスター          | キャスター          | キャスター          | キャスター          | キャスター          | キャスター          | キャスター          | キャスター          | キャスター          | キャスター          |
| 期間             | 期間           | 男性                | 男性                | 男性                | 男性                | 男性                | 女性                | 女性                | 女性                | 女性                | 女性                |
| 期間             | 期間           | 月曜                | 火曜                | 水曜                | 木曜                | 金曜                | 月曜                | 火曜                | 水曜                | 木曜                | 金曜                |
| ---------------- | -------------- | ------------------- | ------------------- | ------------------- | ------------------- | ------------------- | ------------------- | ------------------- | ------------------- | ------------------- | ------------------- |
| 2009年3月30日    | 2009年9月25日  | （不在）            | （不在）            | （不在）            | （不在）            | （不在）            | 小川知子 長岡杏子   | 小川知子 長岡杏子   | 小川知子 長岡杏子   | 小川知子 長岡杏子   | 小川知子 長岡杏子   |
| 2009年9月28日    | 2010年3月26日  | （不在）            | （不在）            | （不在）            | （不在）            | （不在）            | 長岡杏子            | 長岡杏子            | 長岡杏子            | 長岡杏子            | 長岡杏子            |
| 2010年3月29日    | 2011年9月30日  | 伊藤隆太            | 伊藤隆太            | 伊藤隆太            | 伊藤隆太            | 伊藤隆太            | 長岡杏子            | 長岡杏子            | 長岡杏子            | 長岡杏子            | 長岡杏子            |
| 2011年10月3日    | 2014年3月28日  | 佐古忠彦            | 佐古忠彦            | 佐古忠彦            | 佐古忠彦            | 佐古忠彦            | 長岡杏子            | 長岡杏子            | 長岡杏子            | 長岡杏子            | 長岡杏子            |
| 2014年3月31日    | 2014年9月26日  | 佐古忠彦            | 佐古忠彦            | 佐古忠彦            | 佐古忠彦            | 佐古忠彦            | 長岡杏子            | 長岡杏子            | 長岡杏子            | 高畑百合子          | 高畑百合子          |
| 2014年9月29日    | 2016年4月1日   | 駒田健吾            | 駒田健吾            | 伊藤隆太            | 伊藤隆太            | 伊藤隆太            | 高畑百合子          | 高畑百合子          | 高畑百合子          | 高畑百合子          | 高畑百合子          |
| 2016年4月4日     | 2017年9月29日  | 蓮見孝之            | 蓮見孝之            | 蓮見孝之            | 伊藤隆太            | 伊藤隆太            | 高畑百合子          | 高畑百合子          | 高畑百合子          | 高畑百合子          | 高畑百合子          |
| 2017年10月2日    | 2018年9月28日  | 蓮見孝之            | 蓮見孝之            | 伊藤隆太            | 伊藤隆太            | 伊藤隆太            | 高畑百合子          | 高畑百合子          | 高畑百合子          | 高畑百合子          | 高畑百合子          |
| 2018年10月1日    | 2019年5月31日  | 蓮見孝之            | 蓮見孝之            | 伊藤隆太            | 伊藤隆太            | 伊藤隆太            | 出水麻衣            | 出水麻衣            | 出水麻衣            | 山本恵里伽          | 山本恵里伽          |
| 2019年6月3日     | 2020年7月3日   | 蓮見孝之            | 蓮見孝之            | 伊藤隆太            | 伊藤隆太            | 伊藤隆太            | 出水麻衣            | 出水麻衣            | 出水麻衣            | 田村真子            | 田村真子            |
| 2020年7月6日     | 2020年7月31日  | 蓮見孝之            | 蓮見孝之            | 伊藤隆太            | 伊藤隆太            | 伊藤隆太            | 出水麻衣            | 出水麻衣            | 出水麻衣            | 古谷有美            | 古谷有美            |
| 2020年8月3日     | 2020年9月11日  | 蓮見孝之            | 蓮見孝之            | 伊藤隆太            | 伊藤隆太            | 伊藤隆太            | 出水麻衣            | 出水麻衣            | 出水麻衣            | 宇賀神メグ          | 宇賀神メグ          |
| 2020年9月14日    | 2020年10月16日 | 蓮見孝之            | 蓮見孝之            | 伊藤隆太            | 伊藤隆太            | 伊藤隆太            | 出水麻衣            | 出水麻衣            | 出水麻衣            | 山形純菜            | 山形純菜            |
| 2020年10月19日   | 2021年3月26日  | 蓮見孝之            | 蓮見孝之            | 伊藤隆太            | 伊藤隆太            | 伊藤隆太            | 出水麻衣            | 出水麻衣            | 出水麻衣            | 田村真子            | 田村真子            |
| 2021年3月29日    | 2021年10月1日  | 蓮見孝之            | 蓮見孝之            | 伊藤隆太            | 伊藤隆太            | 伊藤隆太            | 出水麻衣            | 出水麻衣            | 出水麻衣1 上村彩子1 | 上村彩子            | 上村彩子            |
| 2021年10月4日    | 2021年12月24日 | 蓮見孝之            | 蓮見孝之            | 伊藤隆太            | 伊藤隆太            | 伊藤隆太            | 出水麻衣            | 出水麻衣            | 日比麻音子          | 上村彩子            | 上村彩子            |
| 2022年1月5日     | 2022年1月7日   | 蓮見孝之            | 蓮見孝之            | 高野貴裕            | 高野貴裕            | 高野貴裕            | 出水麻衣            | 出水麻衣            | 日比麻音子          | 上村彩子            | 上村彩子            |
| 2022年1月10日    | 2022年3月4日   | 蓮見孝之            | 蓮見孝之            | 赤荻歩              | 駒田健吾            | 赤荻歩              | 出水麻衣            | 出水麻衣            | 日比麻音子          | 上村彩子            | 上村彩子            |
| 2022年3月7日     | 2022年4月1日   | 蓮見孝之            | 蓮見孝之            | 赤荻歩              | 伊藤隆太1 駒田健吾1 | 赤荻歩              | 出水麻衣            | 出水麻衣            | 日比麻音子          | 上村彩子            | 上村彩子            |
| 2022年4月4日     | 2022年7月1日   | 蓮見孝之            | 蓮見孝之            | 赤荻歩              | 駒田健吾            | 赤荻歩              | 出水麻衣            | 出水麻衣            | 日比麻音子          | 上村彩子            | 山本里菜            |
| 2022年7月4日     | 2022年12月28日 | 蓮見孝之            | 蓮見孝之            | 赤荻歩              | 伊藤隆太            | 赤荻歩              | 出水麻衣            | 出水麻衣            | 日比麻音子          | 上村彩子            | 山本里菜            |
| 2023年1月4日     | 2023年3月31日  | 蓮見孝之            | 蓮見孝之            | 赤荻歩              | 伊藤隆太            | 赤荻歩              | 出水麻衣            | 出水麻衣            | 出水麻衣            | 上村彩子            | 山本里菜            |
| 2023年4月3日     | 2023年6月16日  | 蓮見孝之            | 蓮見孝之            | 赤荻歩              | 伊藤隆太            | 赤荻歩              | 出水麻衣            | 出水麻衣            | 山本里菜            | 上村彩子            | 山本里菜            |
| 2023年6月19日    | 2023年9月29日  | 伊藤隆太            | 伊藤隆太            | 赤荻歩              | 伊藤隆太            | 赤荻歩              | 出水麻衣            | 出水麻衣            | 山本里菜            | 上村彩子            | 山本里菜            |
| 2023年10月2日    | 2024年1月5日   | 高柳光希            | 高柳光希            | 赤荻歩              | 伊藤隆太            | 赤荻歩              | 山本恵里伽          | 山本恵里伽          | 山本恵里伽          | 上村彩子            | 出水麻衣            |
| 2024年1月8日     | 2024年2月9日   | 小沢光葵            | 赤荻歩              | 赤荻歩              | 伊藤隆太            | 赤荻歩              | 山本恵里伽          | 山本恵里伽          | 山本恵里伽          | 上村彩子            | 出水麻衣            |
| 2024年2月13日    | 2024年3月29日  | 小沢光葵            | 蓮見孝之            | 赤荻歩              | 伊藤隆太            | 赤荻歩              | 山本恵里伽          | 山本恵里伽          | 山本恵里伽          | 上村彩子            | 出水麻衣            |
| 2024年4月1日     | 2024年5月3日   | 蓮見孝之            | 蓮見孝之            | 赤荻歩              | 蓮見孝之            | 赤荻歩              | 上村彩子            | 出水麻衣            | 山本恵里伽          | 篠原梨菜            | 篠原梨菜            |
| 2024年5月6日     | 現在           | 高柳光希            | 高柳光希            | 赤荻歩              | 蓮見孝之            | 赤荻歩              | 上村彩子            | 出水麻衣            | 山本恵里伽          | 篠原梨菜            | 篠原梨菜            |
| - 1 隔週で担当。 |                |                     |                     |                     |                     |                     |                     |                     |                     |                     |                     |

### TBSテレビアナウンサー
いずれも担当期間中にTBSテレビへ在籍しているが、◎印の人物は、2024年10月の時点で（管理職・休職者・他部署との兼務者を含めて）現職のアナウンサー。
- 枡田絵理奈（第2代アシスタント） - 2014年3月まで担当した後に、『いっぷく!』のアシスタントへ異動。堂林翔太（プロ野球・広島東洋カープ内野手）との結婚を機に、2015年6月でTBSテレビを退社した。
- 佐古忠彦（JNNニュース、報道記者兼任、2011年10月3日から2014年10月3日） - 『JNNニュース1130』にも出演。降板後、夕方の『Nスタ・第2部（通称：ニューズアイ）』に移動。なお、佐古不在時は伊藤隆太・赤荻歩・伊藤隆佑が代行。
- 長岡杏子（JNNニュース、月 - 水曜日、2010年4月から2014年10月1日） - 「THE NEWS」から続投。13時台の「JNN NEWS」と兼務。2014年3月28日までは平日全曜日を担当。長岡不在時は岡村仁美・小林悠が代行。
- 高畑百合子◎（JNNニュース、木・金曜日、2014年4月3日から2018年9月28日まで） - 13時台の『JNN NEWS』と兼務。2014年4月から同年9月までは、月曜日に「ひるトク!」、水曜日に「ひるおびハテナ?」を担当。降板後、夜の『報道1930（BS-TBS）』に移動。
- 斎藤哲也 - 木曜日「ひるトク!」担当。2014年3月28日までは火曜日から金曜日まで、2014年4月から2014年9月までは火曜日のみ、2014年10月から2016年3月まで金曜日のみ出演していた。
- 国山ハセン（水曜日）- 2014年4月から2017年3月まで「ひるおびハテナ?」を担当。2016年3月までは、月・金曜日に出演していた。2017年4月以降は、『Nスタ』月 - 木曜日のサブキャスター、『グッとラック!』のMC（立川志らくとの共同司会）、『news23』のキャスターなどを歴任。TBSテレビを2022年12月で退社してからは、株式会社PIVOTの契約社員としてビジネス系動画コンテンツのプロデューサーを務めるかたわら、 タレントとして活動している。
- 安東弘樹 - 番組開始当初より出演。2009年5月15日までは、「新聞そーなんだ!」も担当した。木曜日は「ひるおびハテナ?」を、月曜日は「ひるトク!」を担当。2014年3月28日までは、月曜日に「ひるトク!」を、金曜日に「ひるおびハテナ?」を担当。2014年4月から2014年9月までは、金曜日に「ひるトク!」を、木曜日に「ひるおびハテナ?」を担当した。2016年4月から月曜日に「ひるトク!」を担当。2017年4月以降は月曜日を担当していたが、TBSテレビからの退職を前に2018年3月で降板。退社後は、キューブ (芸能プロダクション) 所属のフリーアナウンサーとして活動している。
- 笹川友里 - 2015年4月から木・金曜日「ひるおびハテナ?」担当。2016年3月まで水曜を担当。2017年4月より、木曜日午前枠にも出演。第1子の懐妊に伴う産前産後休暇のため、2019年3月で降板。
- 日比麻音子◎ - 2017年4月から2019年3月までコーナープレゼンター（2017年4月 - 9月に月曜日の午後枠→2017年10月 - 2018年3月に月・火・金曜日の午後枠→2018年4月 - 2019年3月に月・水・金曜日の午後枠→2019年10月 - 2020年9月に月曜日の午前・午後枠を担当）、2018年10月から2019年3月まで木・金曜日13時台「JNN NEWS」のキャスターとして出演。江藤が休演した日に、アシスタントを代行することもあった。2019年10月以降は『あさチャン!』（平日早朝の全国ネット向け生放送番組）水 - 金曜分のスポーツキャスターと並行しながら月曜日の担当を続けていたが、2020年の10月からは当番組を離れて、『あさチャン!』の全曜日にサブキャスター格で出演。『あさチャン!』の終了翌日（2021年10月1日）から金曜日のアシスタントとして当番組に復帰する一方で、当番組のアシスタントとしては初めて、11時台「JNN NEWS」のキャスター（水曜日担当）を兼務していた。2022年10月以降の月 - 木曜日には『プチブランチ』（関東ローカルの番組編成における前枠番組）で野村彩也子◎と交互にMCを務めていたが、2023年1月以降は『Nスタ』の一部曜日でメインキャスターを担当中。
- 宇垣美里 - 2018年4月から2019年3月まで、火曜日に午前枠を担当。TBSテレビからの退職・フリーアナウンサーへの転身に伴って降板した。
- 林みなほ - 2017年4月から火曜日に「第0部」午前枠、金曜日に「ひるおびハテナ?」を担当。2017年10月から2018年3月までの産休をはさんで、2018年4月より水・木曜日の「ひるおびハテナ?」を担当。2019年3月までは金曜日も担当。2019年6月で降板した後に、TBSテレビ広報局への異動を経てフリーアナウンサーに転身。
- 田村真子◎ - 2019年4月1日から2020年7月3日（2019年5月までは13時台の『JNN NEWS』のみ）・2020年10月22日から2021年3月26日まで『JNN NEWS』の木・金曜日担当。13時台と兼務。2020年7月6日から10月16日までは、毎週月・火・木曜日および隔週水曜日に『news23』にてサブキャスター代理を務めていた（メインキャスター・小川彩佳の産前産後休暇に伴ってサブキャスターの山本恵里伽がメインキャスター代理へ異動したことによる措置）。小川の出演再開・山本のサブキャスター復帰を機に、当番組内の『JNN NEWS』を再び担当したが、2021年4月改編から『ラヴィット!』（『グッとラック!』の後番組）のMCへ異動。
- 小川知子 - 2014年3月31日から2021年6月30日まで出演。2009年度にニュースキャスターとして「THE NEWS」へ出演した後に、2014年4月から出演を再開。2019年7月から9月までは木曜日の「ひるおびハテナ?」も担当していた。2021年7月の人事異動でアナウンスセンター部長へ就任したことに伴って、2021年6月30日放送分への出演を最後にアナウンス業務を休止してからは、アナウンサーの管理業務に専念している[50]。
- 杉山真也◎ - 2016年4月から、月曜日午後枠のプレゼンターとして加入。2019年12月までは、『あさチャン!』のキャスターと兼務していた。2020年以降は木曜日の午前枠でもプレゼンターを担当していたが、2021年10月1日から『THE TIME,』の進行キャスターと『THE TIME'』（『THE TIME,』の前座番組）の司会を兼務することに伴って、当番組を前日（9月30日＝木曜日）で降板。
- 宇賀神メグ◎ - 2019年10月から木曜日午前枠のプレゼンターとして加入した後に、2020年1月から『あさチャン!』水 - 金曜日のサブキャスターを兼務。2020年8月6日からは、水曜日に午前枠のプレゼンター、木・金曜日に『JNN NEWS』のキャスターを担当していた。同年9月11日を最後にニュースキャスターとの兼務を解かれていたが、『あさチャン!』のサブキャスターから『THE TIME,』の進行キャスターへ異動（事実上キャスターを続投）することに伴って、『あさチャン!』最終回の前日（2021年9月29日）で当番組を降板。
- 小林廣輝 - 2022年2月1日から3月30日まで、火・水曜日の午前枠でナレーターを担当。2022年5月以降も金曜日に不定期でナレーターを務めていたが、起業を視野に同年7月31日付でTBSテレビを退社。
- 向井政生 - ナレーション専任で、2022年まで長らく出演。出演期間中の2021年1月に顎下腺がんの手術を受けたが、後に復帰すると、2022年の初頭まで月・火・金曜日の午前枠を担当していた。以降は初田や小林廣輝が代演することが多く、2022年7月からは担当を外れていた。実際にはアナウンスセンターへ引き続き籍を置いていたが、2023年1月21日に59歳で逝去。
- 岡村仁美 - 番組開始当初の2009年に月・火曜日へ出演した後に、2015年から報道局社会部の記者を兼務。結婚と第1子の出産を経て、2022年4月8日放送分から金曜日午後枠のナレーターとして復帰していた。同年7月1日付の人事異動で記者職に専念することが決まったため、ナレーションの担当を前週（6月24日放送分）で終了。
- 高野貴裕 - かつてコーナープレゼンターなどを担当した後に、『はやドキ!』『グッとラック!』へのレギュラー出演などを経て、水島裕の後任扱いで2021年3月30日放送分からナレーターとして復帰。2022年2月・3月の火・水曜日には、小林廣輝が午前枠、自身が午後枠でナレーションを分担していた。同年7月1日付の人事異動でアナウンスセンターからTBSホールディングスへ出向することが決まったため、ナレーションの担当を前週（6月29日放送分の午後枠）で終了した。
- 駒田健吾◎ - 2014年10月6日から2016年3月22日まで、月・火曜日の『JNN NEWS』を担当していた。その後は『NEWS23』のサブキャスターや『まるっと!サタデー』の初代メインキャスターを務めていたが、2021年10月1日から火曜日午前枠／水・金曜日午後枠のプレゼンターとして復帰。2022年1月13日からは木曜日の『JNN NEWS』キャスターも兼務していて、同年7月1日（金曜日）の午後枠にもプレゼンターとして出演していた。小川に続いてTBSテレビアナウンスセンター部長への就任が決まったことに伴って降板。2022年10月から、小川と同様にアナウンス業務を休止していたが、2024年3月から再開している。
- 小笠原亘◎ - スポーツアナウンサーとしての活動と並行しながら、2014年3月31日からコーナープレゼンターを担当。2021年9月までは火曜日の午後枠、以降は2022年9月28日まで水曜日の午前枠に出演していた。2022年10月から『Nスタ』平日版のプレゼンターへ異動しているが、異動後も当番組で午前枠のナレーションを随時担当。
- 山本里菜 - 午前枠の中継リポートを不定期で担当した後に、2021年10月から火・木曜日の午前枠にレギュラーで出演。木曜日には当初からコーナープレゼンターを務めていたが、火曜日には2022年9月まで生中継のリポートを主に担当していた。2022年4月からは、毎週金曜日11時台・13時台の『JNN NEWS』キャスターを兼務。火曜日には、同年10月から午後枠のコーナープレゼンターへ異動していた。2023年10月末でTBSテレビを退社することに伴って、同年10月改編をもって卒業。退社後はセント・フォース（青山学院大学への在学中にも所属していた事務所）でフリーアナウンサーとしての活動を再開していて、2023年11月15日（水曜日）には安東と共に『ぽかぽか』（フジテレビ系列における生放送の裏番組）へゲストで出演した。
- 齋藤慎太郎◎ - 野村と同期（2020年）入社で、同年10月2日から木・金曜日に出演。水曜日には齋藤との隔週交代で『ゴゴスマ』のニュースキャスターも兼務していた。同年12月25日までは、「ひるおび!天気」を野村と分担。2021年2月から2022年4月までは、「#ひるおびライフ」のプレゼンターを主に金曜日で務めていた。「#ひるおびライフ」の金曜分が「エンタメfun」に変更された2022年5月からは、「エンタメfun」の初代プレゼンターに専念していたが、2024年3月でレギュラー出演を終了。
- 野村彩也子◎ - 2020年9月29日から月 - 水曜日に出演。当時コーナーキャスターを務めていた『あさチャン!』の本番後に登場していたほか、水曜日には齋藤との隔週交代で『ゴゴスマ』のニュースキャスターも兼務していた。同年12月25日までは、「ひるおび!天気」を齋藤と分担。2021年2月以降は主に「#ひるおび○○」のプレゼンターを単独で担当していたが、2021年10月1日から『THE TIME'』の木・金曜日で進行を務めることに伴って、宇賀神と揃って9月29日でレギュラー出演をいったん終了した。2022年に入ってから、『THE TIME'』へ出演しない火・水曜日に、午前枠でプレゼンターや生中継のリポーターを不定期で担当。5月4日放送分から、水曜日の中継キャスターとしてレギュラー出演を再開していた。実際には2023年7月11日放送分から出演を突如休止した末に、同年の10月改編をもって「卒業」（事実上の自然降板）。放送上はその経緯が明らかにされなかったが、実際には他番組を含めたアナウンス業務の過多に起因する過労から体調を崩していたため、2023年9月から1年間休養していた。同年9月から、ナレーションを中心にアナウンス業務を再開。
- 渡部峻◎ - 2020年8月から午前枠に出演。2021年9月までは木曜日でプレゼンター、同年10月から2024年3月21日までは、金曜日の生中継企画でリポーターを務めていた。2024年3月28日から木曜日の午前枠で生中継企画のリポートを任されていたが、同年6月3日の早朝に不祥事（飲酒による酩酊状態でのトラブル）を起こしてからは、テレビ・ラジオ番組への出演自体を見合わせている。ただし、当番組ではその旨が公表されていない。
- 古谷有美◎ - 2020年7月に木・金曜日の『JNN NEWS』でキャスターを担当した後に、産前産後休暇と育児休暇を2024年5月まで取得。休暇中に2児を出産した。前述した事情による渡部への出演休止措置を背景に、アナウンス業務を再開した2024年6月から、木曜日午前枠の生中継リポーターを3ヶ月間担当。その間に第3子の懐妊が判明したため、2024年10月から火曜日午前枠のプレゼンターと金曜日のナレーターを兼務した後に、同年11月22日（金曜日）放送分でのナレーションをもって産前産後休暇に再び入っている。

#### 備考
上記のアナウンサーの一部は、当番組のレギュラー出演を終えてからも、他の社業・活動との兼ね合いで当番組へ随時登場している。以下では、2024年10月時点での主な事例を記す。
- 日比はアシスタント卒業後の2023年度から、前年度（2022年度）に国山が務めていた「地球を笑顔にするWEEK」（SDGsの達成に向けてTBSグループとJNNの加盟全局が2020年の秋から年に2回設定している啓発キャンペーン週間）の「キャンペーン大使」としても活動。その関係で、キャンペーン大使へ就任した「2023春」（2023年の5月）以降のキャンペーン期間中には、金曜日の午前中（『Nスタ』の本番前）に「地球を笑顔にする広場」（赤坂サカス）内からの生中継（午前中にレギュラーで編成されている「現場」シリーズの生中継企画とは別枠）で登場している。さらに、「地球を笑顔にするWEEK」や「＃ひるおびライフ」関連のロケ企画にも随時出演。『Nスタ』での取材活動の一環で、報道系の生中継リポートを当番組向けに担当することもある。
- 宇賀神は、江藤・日比・田村やバナナマン（設楽統・日村勇紀）と共に、2022年1月から『ハリー・ポッターと呪いの子』東京公演（同年7月8日から赤坂ACTシアターで開催中）の「TBS応援大使」を務めている。その関係で、公演関連の企画（赤坂ACTシアターからの生中継など）で、『THE TIME,』担当日の本番後に当番組へ登場することがある。
- 駒田は、TBSテレビアナウンスセンターの部長から部長代理への異動（2024年7月）と前後して、アナウンス業務を本格的に再開。同月下旬に開幕したパリオリンピックの開催期間中には、この大会への派遣や夏季休暇の取得などで当番組を休演したレギュラーアナウンサーに代わって、午後枠のコーナープレゼンターや『JNN NEWS』（11時台）のキャスターを随時務めている。
- スポーツアナウンサーでもある小笠原や齋藤は、生放送へのレギュラー出演を終了してからも、「#ひるおびライフ」向けのロケ企画を随時担当している。

### コメンテーター
☆印の人物はオリンピアン（夏季・秋季オリンピックへの出場経験者）

- 寺脇康文（月曜日：俳優、2009年3月 - 9月）[51]
- 高橋克典（火曜日：俳優、2009年3月 - 9月）[51]
- 石黒賢（水曜日：俳優、2009年4月 - 9月）[51]
- 高嶋政宏[注 138]（木曜日：俳優、2009年4月 - 9月）[51]
- マルシア（月曜日：女優・タレント）
- 松田喬和（隔週金曜日：毎日新聞論説委員）
- うつみ宮土理（金曜日：タレント） - ゲスト出演していたが2011年1月より2012年3月まではほぼレギュラーで出演していた。
- 田中雅美☆（隔週水曜日：元水泳選手・スポーツコメンテーター）- 2012年ロンドンオリンピック開催時にスペシャルコメンテーターとして出演。以降正規コメンテーターとして出演。
- 山村紅葉 （隔週水曜日：女優）
- ヒデ（隔週木曜日：お笑い芸人） - 2012年ロンドンオリンピック開催時にスペシャルコメンテーターとして出演。以降正規コメンテーターとして出演。2013年4月以降は水曜日の新コーナーひるおび不動産のレポーターとして出演していた。
- 松本明子（月1回金曜日：タレント） - 『午後』のみの出演。
- 尾木直樹[注 139]（月曜日：教育評論家。2010年11月8日 - 2014年3月24日）
- かとうかず子（月1回水曜日：女優・タレント） - 2013年3月までは隔週出演。2013年4月から2014年2月まで最終週のみ出演。
- 北野大（隔週木曜日：化学者・明治大学名誉教授。2011年10月27日 - 2014年3月27日）
- やくみつる（隔週金曜日：タレント・漫画家。2011年4月 - 2014年3月）
- 大八木淳史（隔週木曜日：元ラグビー選手・教育者）
- 内野雅一（火曜日：『週刊エコノミスト』編集長） - 『ピンポン!』から続投。
- 山田道子（木曜日：『サンデー毎日』編集長）
- 麻木久仁子（水曜日：タレント） - 『ピンポン!』から続投。
- 山本文郎（木曜日：元TBSアナウンサー） - 2014年2月26日に79歳で急逝。当番組では、翌27日（木曜日）放送分の『午前』冒頭で訃報を伝えた。
- 宮崎哲弥（隔週金曜日：政治評論家） - 『ピンポン!』から続投。
- 杉尾秀哉（不定期：元TBS報道局解説・専門記者室長） - 2015年12月でTBSを退社した後に、2016年7月の第24回参議院議員通常選挙に立憲民主党から長野選挙区へ出馬した。この選挙で当選してからは、参議院議員として2期にわたって活動中。国政関連の話題を当番組で取り上げる場合に、国会で質疑に臨んだ際のニュース映像が使われることもある。
- 東国原英夫[注 140]（不定期：前宮崎県知事・衆議院議員）
- 高橋ジョージ（不定期：歌手・タレント） - 『2時っチャオ!』から続投。
- 小松美智子（木曜日：元アナウンサー・精神保健福祉士・キャリアカウンセラー）
- DAIGO[注 141]（木曜日：俳優、2009年4月 - 9月）[51]（タレント・ミュージシャン、月1レギュラー。2011年8月 - 2018年3月）
- 原千晶（タレント、2012年3月までは月曜日担当。2010年9月 - 2020年3月）
- 室井佑月 -（木曜日：タレント・小説家、『ピンポン!』から続投） - 放送上は2020年11月まで出演していたが、夫（新潟県知事を務めた後に室井と結婚していた米山隆一）が第49回衆議院議員総選挙（2021年10月31日投開票）への出馬を表明したことに伴って降板。2020年12月3日放送分で、政治的公平性を保つことを理由に降板する旨を書面で表明した[52]。米山は上記選挙での初当選を経て衆議院議員を務めているが、本人は当選後も当番組へ復帰していない。
- 石澤典夫（水曜日：元NHKアナウンサー・フリーアナウンサー・大阪芸術大学教授） - 出演期間中の公式サイトでは「不定期で金曜日に出演」と紹介されていたが、実際には、2020年10月から3週に1回のペースで水曜日にのみ出演。
- 竹内薫（隔週金曜日：サイエンスライター・作家） - 当初は隔週月曜日に出演。
- 原田曜平（隔週金曜日：信州大学特任教授・マーケティングアナリスト） - 2021年3月まで午後枠に出演。
- 堀越正巳（元ラグビー選手・立正大学ラグビー部監督。 2018年1月 - 2021年9月） - 2021年3月までは毎週月曜日の午前枠、以降は火曜日の午後枠へ不定期で出演。スポーツ関連の話題を取り上げる場合（日本国内で2019年に開催されたラグビーワールドカップ2019の期間中など）に、上記以外の曜日へ出演することもあった。
- 荻原次晴☆（隔週月曜日：タレント・コメンテーター・元スキー選手。 -　2021年12月）
- 宮下純一☆（隔週月曜日：競泳選手・タレント。 2014年4月 - 2021年12月）- 当初は金曜日に隔週で出演。
- 福本容子（月1回・火曜日：ジャーナリスト・毎日新聞論悦委員。 -　2021年12月） - 金曜日の午後枠を皮切りに、2021年3月まで水曜日の午後枠、以降は火曜日の午後枠に出演。
- デーモン閣下（水曜日：ミュージシャン・タレント。 -　2021年12月）
- 田中里沙（木曜日：広報宣伝アドバイザー。2020年12月 - 2021年12月） - 2021年3月までは、午後枠に原晋が出演する日に午前枠のみ、それ以外の日に全編へ出演。以降は午後枠に限って登場していた。レギュラー出演を終了した2022年以降も、午前枠に不定期でスタジオに出演。
- 溝口紀子☆（月1回・金曜日：柔道家で元・静岡県教育委員会委員長。 2016年10月 - 2021年12月） - 2021年3月までは、2017年静岡県知事選挙への出馬に伴う一時的な休演期間をはさんで午前枠へ出演。2021年4月以降は、スポーツ関連の話題を取り上げる日を中心に登場していいて、午後枠や他の曜日の午前枠でコメンテーターを務めることがあった。2020東京オリンピックの期間中および前後（2021年7 ・8月）には、中川翔子に代わって木曜日の午前枠にも毎週出演。2021年12月24日放送分でスタジオへのレギュラー出演を終了してからも、上記の話題を取り上げる場合には、当該コーナーへのリモート出演やコメント提供を通じて当番組に協力している。
- 野村忠宏☆（隔週月曜日：柔道家。 2016年1月 - 2022年2月） - 午後枠にのみ出演。2021年12月までは、隔週木曜日に登場していた。
- 峯村健司（隔週木曜日） - 朝日新聞社の東京本社で外交担当の編集委員を務めていた2021年頃から、午後枠にのみ出演していた。2022年4月30日付で同社を退職してからは出演しておらず、当番組の公式サイトからも氏名を割愛。
- 松尾依里佳（隔週月曜日：ヴァイオリニスト、2018年10月 - 2023年9月） - 2018年8月13日放送分へのゲスト出演を経て、同年10月5日からレギュラー出演を開始。2021年3月までは隔週金曜日の午後枠、同年4月から12月までは隔週金曜日の午前枠に登場していた。2022年1月から隔週月曜日の午前枠へ異動してからは、第1子の出産を伴う産前産後休業をはさんで、2023年9月25日まで出演。2022年2月17日からは、木曜日で中川が出演しない週の午前枠に登場することもあった。
- トラウデン直美（隔週金曜日→隔週火曜日：タレント・ファッションモデル。2021年4月 - 2023年12月） - 午前枠のみの出演で、2022年1月から出演曜日を変更。同年3月までは、慶應義塾大学法学部政治学科の学生でもあった。2023年には、4月から毎週金曜日に『めざまし8』（フジテレビ系列で平日の午前中に編成されているワイドショー）でMC、9月最終週から水曜日に『news23』でコメンテーターを務めている。
- トリンドル玲奈（月曜日→金曜日：タレント・ファッションモデル。2021年3月29日 - 2024年9月） - 午前枠のみの出演。2024年1月19日（金曜日）には、山本直寛との婚姻届を提出したうえで、当番組で結婚を報告した。
- バービー（フォーリンラブ、火曜日第2部：2020年3月16日 - 2024年6月18日） - 第1子の懐妊に伴って産前産後休業に入ったため、2024年6月25日放送分から休演中。
- にしおかすみこ（2024年7月9日） -  火曜日午後枠のコメンテーター
- REINA（2024年7月23日） - 同上

### コーナー担当
- 芳本美代子（女優・歌手、『ひるコレ!』担当）
- 深沢邦之（お笑い芸人、同上）
- 島崎和歌子（タレント、『もうすぐひるおび!』内『ひるしょぴ!』担当）
- ほっしゃん。（お笑い芸人、同上）
- 関戸めぐみ（フリーアナウンサー、同上）
- IKKO（タレント・美容家、月曜日「IKKOの美HAPPYクッキング」）
- 井森美幸（タレント、火曜日「美的生活おジャマします」） - 『2時っチャオ!』から続投。
- 山田愛里（水曜日『クイズどっちがお得?』担当、当時TBSアナウンサー）
- D-BOYS（和田正人・中村昌也・牧田哲也・中川真吾・三上真史）（おとりよせ47に週代わりで出演）
- 荻原博子（経済ジャーナリスト、水曜日「クイズどっちがお得?（→家計仕分け人）」担当）
- 高見恭子（タレント、水曜日『ファッションチェック委員会』）
- 金子哲雄（流通ジャーナリスト、月曜日『賢者のお買い物塾（→金子哲雄のマネーの現場）』担当）
- 柏木由紀（AKB48）- 2009年4月 - 2020年3月・不定期で「ひるおび!天気」担当[注 142]。
- 大家志津香（AKB48、2012年4月 - 2020年3月・原則水曜日「ひるおび!天気」担当）
- 倉持明日香（AKB48、2012年4月 - 2020年3月・原則月曜日「ひるおび!天気」担当）[注 143]。
- 高城亜樹 (AKB48、2012年4月 - 2016年4月・ 出演日不定「ひるおび!天気」担当）
- 佐藤夏希 (AKB48、2012年4月 - 2012年11月・ 出演日不定「ひるおび!天気」担当）
- 仲俣汐里（AKB48、2012年11月 - 2013年7月・ 出演日不定「ひるおび!天気」担当)
- 谷真理佳（SKE48、2019年5月 - 2020年3月・原則火曜日「ひるおび!天気」担当）
- 池岡星香 -（タレント、2017年4月 - 2020年3月・木・金曜日「ひるおび!天気」担当）[注 144]。
- 山本義幸（中継リポーター） - 東北放送の元・アナウンサーで、2012年3月に同局を退職してから、TBSスパークルに所属しながら2020年頃まで頻繁に登場。2020年11月の令和2年度第2回気象予報士試験に7回目（延べ3年半）の受験で合格してからは、その旨が当番組で公表されたほか、紹介字幕に「気象予報士」という肩書が加わっていた。TBSグループから公開されているプロフィールでは当番組を「テレビでのレギュラー番組」に挙げているが、「気象予報士」として当番組のスタジオで天気予報を担当したことはなく、2021年に入ってからは生中継への出演も途絶えている（理由は不明）。
- 國本未華（気象予報士、2020年4月3日 - 2021年3月26日） - 金曜日の0部、午前のみ担当。2020年9月25日から『Nスタ』の水 - 金曜分にも出演しているが、当番組からの降板後は『Nスタ』での天気予報に専念している。
- 小森谷徹（タレント・俳優、2009年7月20日 - 2022年3月30日） - 2011年3月まで「ワイドショー講座」を進行するなど、当番組のコーナープレゼンターを3000回以上にわたって担当。2021年12月までは月～金曜日を通じて登場していたが、2022年1月から出演日を火・水曜日の週2日へ変更した後に卒業。
- 村木雄輔（気象予報士、11時台の『JNN NEWS』 で主に関東地方向けの天気予報を担当） - 2019年4月3日から2020年3月27日までは水曜日、以降は2021年12月24日まで木曜日に出演。
- 久保井朝美（同上） - 2019年4月2日から2020年3月26日までは火曜日にのみ、以降は2022年3月30日まで火・水曜日に出演[注 145]。
- 達淳一（同上） - 2019年7月1日から2020年3月25日までは月曜日、2020年4月2日から2021年10月1日までは金曜日、以降は2022年4月1日まで木・金曜日に出演[注 146]。

### リポーター
- 石黒新平（フリーアナウンサー）
- 打上順子（同上）
- 早川友希（同上）
- 安河内程子（同上）

### ナレーション
- 水島裕（声優、2009年3月 - 2021年3月）

## 主なコーナー
気になるニュース→プチトピ
午前枠のコーナー。天気、事件、事故、芸能、スポーツなどの話題から、番組側で注目した1項目のトピックを、主に当日のアシスタントが小型のモニターを活用しながらおよそ10分間にわたって伝える。取り上げるトピックによっては、関連する場所からの生中継（同局のアナウンサーやフリーアナウンサーによるリポート）を挿入することや、アシスタント以外のTBSテレビアナウンサーが紹介することもある。
基本として午前枠の序盤に編成されていて、2022年3月21日（月曜日）のリニューアルを機に、「プチトピ」というタイトルが付けられた。ただし、2024年2月2日から3月1日（いずれも金曜日）までの期間のみ、午前枠の最後（11時19分からのローカル枠）でスポットCMをはさみながら2部構成で放送。ローカル枠で別番組を編成しているネット局では、この期間中に「プチトピ」を視聴できなくなっていたが、3月5日（月曜日）から午前枠序盤での放送を再開している。
今日の現場→ニュースの現場／トレンドの現場／グルメの現場
午前枠でほぼ毎日放送されている生中継コーナー。中継キャスター（TBSテレビのアナウンサーやフリーアナウンサー）や同局・系列各局の記者が話題のスポット・店舗・イベント会場や事件・事故・自然災害などの現場から出演している。消費者物価に関する話題を取り上げる場合に、アキダイ（東京都内で営業しているスーパーマーケット）関町本店（練馬区）での生中継やロケを通じて、代表取締役の秋葉弘道がコメントを頻繁に寄せていることが特徴である。
平成から令和への改元と重なった期間（2019年のゴールデンウィーク前半）には、一時的に「平成の現場」と改称。その一方で、ノンタイトルで中継することがある。
2022年1月以降は、TBSテレビのアナウンサーが注目のスポットやイベント会場からリポートを送る場合に「トレンドの現場」、注目のレストランやグルメイベント会場からリポートを送る場合に「グルメの現場」とのタイトルを付けている。その一方で、（フリーアナウンサーを含めた）リポーターが事件・事故・自然災害の現場から生中継で登場する場合は、「ニュースの現場」というタイトルで放送。「トレンドの現場」「グルメの現場」の中継先が大雨・強風などに見舞われている場合や、天気予報でそのような事態が予想されている場合には、当該企画でリポーターを務めていたTBSテレビのアナウンサーが中継先の気象状況を午後枠の冒頭で伝えることがある。
「トレンドの現場」「グルメの現場」については、2022年5月第2週の放送分から、放送済みの映像に編集を施した動画をYouTube上の「TBSエンタメ情報」チャンネルから配信。同月には配信の対象を火・木曜分の「トレンドの現場」に限っていたが、6月以降は他曜日での放送分や「グルメの現場」にも拡大している。
2023年3月までは基本として、11:19から11:30までのローカル枠内（前述）でのみ放送していた。「ひるおびショッピング　キニナルチョイス」の内包を伴う同年4月改編での午前枠リニューアルで、オープニングにも中継枠を定期的に設けるようになったことを機に、上記のネット局でもこの枠での中継を放送。2024年の2月2日から3月1日（いずれも金曜日）までは、放送の順序を「プチトピ」と入れ替える格好で、生中継の放送枠を午前枠のオープニングに集約させていた。
2023年3月のリニューアル以降は、午前枠を中継から始める場合には、オープニングタイトルCGの表示や恵の挨拶・コメンテーターの紹介を割愛。中継先からの映像の右上に、タイトルロゴを出すだけにとどめている。ただし、重大なニュースから伝える場合や、当初から中継の予定がなく「プチトピ」のVTRから始まる場合には、「VTRの放送→タイトルCGの表示→恵の挨拶」というリニューアル前のフォーマットを復活。このような場合にも、オープニングで扱う内容によっては、タイトルCGを表示しないことがあった。
#ひるおびライフ
2021年2月より開始。放送時点で話題のデータ、トレンド情報、文化や生活に関して放送時点で流行している商品やサービスを、プレゼンターの体験取材を交えながらおよそ10分にわたって紹介する。当初は午前枠の終盤、2021年3月以降は10時台の終盤から（スポットCM枠をはさんで）11時台の序盤にかけて放送されている。また、当初はテーマに応じて「#ひるおびライフ」「#ひるおびリサーチ」「#ひるおびカルチャー」「#ひるおびトレンド」というタイトルを使い分けていたが、2021年4月改編以降は「#ひるおびライフ」に統一されている。
本編のアシスタント以外のアナウンサーがプレゼンターを務めるため、アシスタントはコメンテーター席の末席（2022年1月以降は専用の1人掛け椅子）からプレゼンテーションを見届けながら、恵からの指名に応じる格好でコメントを随時はさんでいる。テーマによっては、当日に紹介する商品をアシスタント、八代、当日の午前枠コメンテーター、午後枠へ出演する機会の多いゲスト（航空・旅行アナリストの鳥海高太朗など）が本番前の控室や自宅などで試用・試食・試飲した様子を収録した映像も放送する。
当初は全曜日で放送されていたが、少なくとも2022年の1月以降は、月・木曜以外の曜日に編成（月・木曜日には後述する「鎌田解説」→同年3月のリニューアルから「ニュースの現場」やレギュラーアナウンサーによる試食・試飲ロケ企画などを充当）。火・水・金曜日には基本として毎週放送されていたが、同年5月から放送曜日を火 - 木曜日に変更した。さらに、同月第4週（24日＝木曜日）の放送分からは、放送済みの映像に編集を施した動画をYouTube上の「TBSエンタメ情報」チャンネルで順次配信している。
2023年の4月改編以降は、基本として「ひるおびショッピング　キニナルチョイス」より後の時間帯（11時前後）で放送。次回に取り上げるテーマが決まっている場合には、そのテーマを含めた次回の放送予定を、コーナーの最後に字幕で紹介するようになった。
エンタメfun
週末に鑑賞することを視聴者に推奨すべく、「エンタメ」（エンタテインメント）関連の情報を深く掘り下げながら紹介するコーナーで、2022年5月6日から木曜日（不定期）金曜日の午前枠に放送。「＃ひるおびライフ」から、金曜分の放送枠とプレゼンター（開始の時点では斎藤）を引き継いでいる。2022年の6月第1週以降は、放送済みの映像から一部のシーンを編集で抜粋した動画を、YouTube上の「TBSエンタメ情報」チャンネルから配信する。
放送日の直近に（主に東京で）開催されたイベント・記者会見のダイジェスト映像を数本放送してから、推奨するエンタテイメント作品や関連するアーティスト・俳優に関する1つの「ギモン」（疑問）をテーマに、事情や背景に詳しい人物（音楽ジャーナリストなど）がスタジオかリモート方式で解説することが特徴。コーナータイトルに「fun」（「楽しい」という意味の英語）を冠していることから、他の時間帯・曜日と違って、「エンタメ」関連の事件やスキャンダルを扱わない。
VTR中の人名表記は、他番組とは異なり芸能人・文化人問わず全て「さん」付けで表記している。
「＃ひるおびライフ」を金曜日で特別に復活させることがあらかじめ決まっている週には、木曜日の「＃ひるおびライフ」枠内で放送。本来は「＃ひるおびライフ」の木曜分を担当するプレゼンターを進行役に充てている。
Newsワードクラウド
2021年12月21日（月曜日）から午後枠の冒頭で放送する。当番組の本番までに報じられたニュースの内容をAIで分析した結果を基に、「注目度がとりわけ高い」と判断された言葉（Newsワード）を「ワードクラウド」という手法で大型のモニターにまとめて表示する。
TBSテレビが当番組と並行しながら平日に制作しているJNN全国ネットの報道・情報系3番組と連動した企画としてスタート。2022年1月28日（金曜日）までは、AIによる分析の対象を『Nスタ』『news23』（いずれも月曜日のみ前週金曜日・他曜日は前日の放送分）『THE TIME,』（当日早朝の放送分）で取り上げたニュースに限っていた。
2022年1月31日（日曜日）からは、当日に（TBSテレビを含む）地上波の在京民放テレビ局で編成されている報道・情報系番組（基本として25番組だが総数は放送日によって変動）を対象に分析した結果をモニターに表示。「今日のニュース先取り分析」と銘打っているため、当番組と放送時間が重複する他局の番組や、当番組以降の時間帯で放送する番組で取り上げる予定の項目も分析している。
大型モニターに表示される「Newsワード」の大きさや位置に、注目度の高さが反映されていることが特徴である。この企画が始まってからの午後枠では、緊急時や重大なニュースの発生時を除いて、恵（または当日出演のコメンテーターから1名）が指定した「Newsワード」関連の話題を最初に取り上げている。
教えて森さん!天気／そらおび
基本としてエンディングの直前（13時50分過ぎ）に放送する。「森さん」（気象予報士の森朗）が当日午後以降の気象情報をスタジオで解説するが、2022年3月18日（金曜日）までは放送上コーナー名を使用していなかった。（TBSテレビの放送対象地域である関東地方を中心に）日本列島が台風・豪雨・猛暑・積雪などの異常気象に見舞われている場合や、そのような気象の発生が見込まれる場合には、緊急度や深刻度などに応じて「午前」枠の冒頭や「午後」枠の冒頭・中盤・13時台「JNN NEWS」直前のいずれかで放送する。
2022年3月21日のリニューアルを機に、午前枠で「教えて森さん!天気」、午後枠で「そらおび」というタイトルの使い分けを開始した。放送中に異常気象や重大なニュースが発生しておらず、特別編成も講じていない日の「そらおび」では、森が恵・八代・アシスタント・午後枠コメンテーターに対して13:30頃に「天気クイズ」（放送時点での天気に関する二者択一式のクイズ）を出題したうえで、CMをはさんだ後に正解の発表を兼ねて解説するようになった。
TBSグループとTBSテレビ系列で2021年11月から年に2週間（勤労感謝の日前後とゴールデンウイークに1週ずつ）設定している「地球を笑顔にするWEEK」期間中の放送では、SDGsの達成に向けた日本各地での取り組みを日替わりで紹介する（複数のキャンペーンスポンサー付き）企画を「そらおび」の時間帯に編成する。TBSテレビの「SDGs大使」を兼ねているアシスタントが進行し、「SDGs大使」に任命されている午後枠のプレゼンター（いずれも同局のアナウンサー）が取材リポートを担当するほか、気象に関する取り組みを紹介する場合には森も解説役で参加している。
JNN NEWS（13時台）
通常は当番組のスタジオ、緊急時や重大ニュースの発生時には、11時台の『JNN NEWS』に続いてニューススタジオから伝える。テロップ類は他の曜日・時間帯での『JNN NEWS』に準拠しているが、担当アナウンサーの氏名テロップのみ、2010年度から（11時台の『JNN NEWS』を除く）当番組内の他コーナーの仕様に合わせている。
放送上は、恵が冒頭で「ニュースです。○○アナウンサー（○○は担当者の苗字）、お願いします」と言った後に、担当者を正面から写している映像に切り替えたうえで、担当者が2 - 3項目のストレートニュースを伝えている。
プレゼントのお知らせ（視聴者へのプレゼントコーナー）
視聴者が電話（「67コール」を利用した受付番号への有料通話）か番組公式サイト内の「プレゼント」ページから応募できる抽選制のプレゼントコーナーで、重大なニュース・異常気象・天災の発生などで特別編成を講じる場合を除いて、13時台の『JNN NEWS』とエンディングパートの間に放送している。ネット局によっては、このコーナーにローカルスポンサーを付けることがある（MBSの場合にはホテルニューアワジ）。
13時台の『JNN NEWS』に続いて番組のテーマソングを流しながら当日のプレゼント対象商品（スタジオセットの一角に展示）をアップで映した後に、CMをはさんで、TBSテレビが関東地方の数ケ所に常設している「情報カメラ」から1ケ所の中継映像を放送する。その映像に写る天気や風景の感想を恵が手短に述べてから（『ひるおび!天気』を放送していた時代はこのコメントからコーナーに入っていた）、「ここでプレゼントのお知らせです」という口上に続いてプレゼントの商品名、提供社・団体名、特徴、応募の方法や条件を当日のアシスタントが「影ナレ」（放送上顔や姿を見せないナレーション）で紹介する。実際には「影ナレ」の最中も商品のアップ映像を流し続けていて、電話・公式サイトとも、当日の深夜0時まで応募を受け付けている。
2024年には、1月30日（火曜日）・2月15日（木曜日）・2月23日（金曜日）の当コーナーで、小林製薬製のサプリメント「紅麹コレステヘルプ」（機能性表示食品）を合計で65名の視聴者にプレゼントした。しかし、当選者への発送が完了した後の3月22日に、小林製薬の大阪工場（2023年12月で操業を休止）で同年の4 - 10月に製造された「紅麹コレステヘルプ」の摂取者の一部に腎疾患などの健康被害が生じていることが同社から発表された（当該項で詳述）。摂取者から死者が出たことも発表の当日から相次いで報告されているため、当番組では上記プレゼントの当選者に向けた注意喚起を、2024年3月30日（土曜日）までに公式サイトや（TBSテレビが全国ネット向けに制作している報道系の他番組を含めた）生放送で実施した。「紅麹コレステヘルプ」の使用を中止することを呼び掛けたり、プレゼントの当選者に対して番組スタッフが改めて連絡したりする一方で、使用を始めてから体調不良を感じている当選者に向けて小林製薬の問い合わせ窓口（紅麹健康相談受付センター）を案内している。
午後枠（全編）のエンディングパート
森は基本として、午後枠（全編）のエンディングパートにも出演する。前述した「情報カメラ」から1ケ所の中継映像を流しながら、放送後の天気に関して留意や警戒を要することなどを恵とのクロストークを通じて伝える。
TBSテレビが放送日の夕方 - 夜間帯に特別番組や連続ドラマの第1回（または最終回）の放送（基本として全国ネット）を予定している場合や、同局が関与している映画の公開・舞台作品の上演・イベントの開催が迫っている場合には、森に代わって、当該番組・作品の出演者から若干名がPRを目的に当番組のスタジオ（またはリモート方式による生中継）へ登場する。当日のアシスタントによる進行の下で、恵・八代や午後枠コメンテーターとの質疑応答に臨んでいる。また、夏季・冬季のオリンピック、ワールド・ベースボール・クラシック、世界陸上、アジア陸上競技大会などのスポーツイベントをTBSテレビ系列で中継する場合には、大会の開幕直前から閉幕までを中継関連の企画（中継を予定している競技・試合の見どころや注目選手の紹介など）に充てている。
最後に、スタジオへの出演者が一斉に一礼する姿を写した映像に続いて、エンディングテーマ曲を流しながら、芸能・企業・団体関連の記者会見、新商品の説明会、放送・配信中（または近日中に放送・配信予定）のCMのメイキング映像から2 - 3本のシーンを編集でつないだ映像を流す。エンディングテーマ曲は月替わりで設定されているため、設定期間の終了が迫っている日や最終日を中心に、その楽曲のPV（プロモーションビデオ）から一部のシーンを上記の映像に代わって流すこともある。
TBSテレビと大半のネット局では『ゴゴスマ -GO GO!Smile!-』、同番組を放送しない局では独自に編成した番組に、このパートからステブレレスで接続している。

### 過去のコーナー
- ひるトク!

特集コーナー。トップ項目などその日もっとも注目する話題を独自の取材などで取り上げていく。最初にVTRで報じた後にボードを中心に使って詳細な内容を紹介していく。2014年3月までは番組上のコーナー名は「○○のひるトク!」（○○にはその日の担当者名が入る）となっていたが、2014年4月以降は担当者が曜日別となり単に「ひるトク!」となった。また「ひるおびハテナ?」同様コーナー名が右上に表記されていた。
- ひるおびハテナ?

政治・経済・社会問題・トレンド・カルチャーなどのトピックスから、「ハテナ」（疑問符）を付けたくなるテーマを1つ取り上げていたコーナーで、『ピンポン!』でも同様の企画を放送していた。当番組では、紹介用のフリップを送出する装置を使用。
番組開始時から10年以上にわたって放送。2012年頃までは、3人の当事者や専門家へのインタビューを交えていた関係で「3人に聞きました」というフレーズがタイトルに組み込まれていた。このような趣向を盛り込まなくなってからは、事実上「ひるトク!」からの派生コーナーとして編成。
午後枠では、「ひるトク!」「ひるおびハテナ?」を終了（TBSテレビのアナウンサーによるプレゼンテーションゾーンとしてノンタイトルで再編）してからも、スタジオでのプレゼンテーションにボードやフリップを使用している。その一方で、午後枠ではフリップ送出装置に代わって大型のモニターを併用。午前枠では、フリップと小型のモニターを使いながらプレゼンテーションを進行している。
- 業界初! 飛び出す新聞バン!

番組開始時から11時台前半は新聞記事を紹介するコーナーである。2009年7月17日までは「新聞そーなんだ!」のタイトルで放送され、12時台にも放送されていた。コーナー名のとおり、セット右側にあるフリップ送出装置から新聞記事を貼ったフリップが画面左手から高速で飛び出してくるのが特徴で、そのフリップを小森谷が右手で止めてから紹介している。『ピンポン!』同様に記事に紹介された商品の実物を紹介する「現物入手!」を行っている。
2016年10月に全編の時間枠を拡大してからは、ノンタイトルで放送。小森谷も、レギュラーアナウンサーと同格の「プレゼンター」として2022年3月に当番組を卒業した。新聞記事の紹介についても、単独のコーナーとして編成せず、午前・午後を問わずプレゼンテーションのテーマに応じて紙面を適宜掲示する構成へ移行。
- 常識クイズ!どっちがホント?

2015年ごろまで火曜日に放送。
健康&カラダ・日本語・天気・身の回りのモノに秘められた誕生秘話などのジャンルが週替わりの2択クイズ。
- 直撃!そのスジのイチ番人気!

水曜日に放送。
その後に1つ別のコーナーがあったが、2015年頃から水曜日のコーナーが無くなっている。
- 八代英輝の解決!ジャッジマン

木曜日に放送。2016年に入り、事件、騒動、時事ネタ等に絡んだ放送をしていたが、2021年頃から木曜日のコーナーが無くなっている。
- ひるおび!天気

2020年3月までは、ワタナベエンターテインメント所属の女性タレント（後述する「ワタナベガールズ」のメンバー）が担当していた。新型コロナウイルスへの感染防止策の一環として、休演扱いで同年4月から出演を見合わせたことに伴って（その後、コーナー終了に伴ってアナウンスや当人の挨拶などはないまま自動的に降板となった）、江藤が9月28日（月曜日）放送分まで天気予報の担当を兼務。翌29日（火曜日）放送分から、新人アナウンサーとしてのお披露目を兼ねて、野村か齋藤のいずれか1名が出演している（当初は日替わりで担当）。ただし、両名とも出演できない日には、江藤が天気予報を伝えていた。
「ワタナベガールズ」のメンバーは、2016年3月25日放送分まで、放送上3回（11時台・13時台・エンディング）にわたって出演していた。同月28日放送分から「午後」（13時台とエンディング）の天気予報を森朗が単独で担当することに伴って、「午前」（全国と関東地方の天気予報、2015年3月30日から2018年10月までは11:20 - 11:30の間に放送）にのみ出演するようになった。
出演曜日が定まっていないため2014年5月までは、前週土曜日または日曜日に「ワタナベガールズオフィシャルサイト」で1週間の出演予定が告知されていた。3人が活動スケジュールの関係で出演できない場合は江藤が担当する。2016年3月までは11時台のみ出演する場合もあった。なお、柏木は2011年8月頃から多忙により出演機会が少なくなっている。2013年9月23日 - 2017年3月の間は、お天気担当が5人未満のため、週によって1週間に2 - 5回担当するメンバーもいた。
一部のネット局では、前述した「午前」分の前後（11:19 - 11:30）に自社編成枠へ一時的に移行する関係で、当番組の天気予報のうち「午後」分のみ放送していた。
コーナーとしては2020年12月25日で終了。「JNN NEWS」以外の時間帯では、天気予報の担当を森（休演日には他の気象予報士）に一任している。
- 鎌田解説

鎌田が午前枠に出演していた時期の冠コーナーで、午前枠のプレゼンターが進行。放送日の時点で注目度の高い話題の要点を、独自取材の成果を交えながら分かりやすく解説していた。
当初は水・木曜日に放送されていたが、2021年1月以降はコーナー名を使わず、鎌田が出演曜日を変更した同年5月以降は月・木曜日に放送されていた。コーナーとしては2022年3月のリニューアルで廃止されたが、鎌田自身は出演の時間帯を水曜日の午後枠へ移したうえで、コメンテーターの立場から解説を続けている。

## 制作上の問題

### 小池都知事を巡る報道
- 2017年7月3日放送回で、2016年8月に東京都知事の小池百合子が都議会自民党の川井重勇と挨拶時に川井が握手を拒否したと報じたが、実際に握手が拒否されたのは写真撮影の時であったことが判明し、翌6日の放送で謝罪した[54]。

### 野党共闘を巡る八代英輝の発言
2021年9月10日放送回で、衆院選での野党共闘の話題を取り上げた際に、八代が「志位委員長がつい最近、『敵の出方』という言い方をやめようとは言ってましたが、共産党は『暴力的な革命』というのを、党の要綱として廃止してませんから。よくそういうところと組もうという話になるなと個人的には思います」と発言した。
これに対し、党委員長の志位和夫は「局の担当者に抗議し、番組としての謝罪と訂正を求めました。事実無根の卑劣なデマは絶対に許せません」などと自身のツイッターで抗議した。
これを受けて、TBSテレビ広報部は同日「共産党の綱領には記載がなく、発言は誤りだった」と謝罪し、13日放送分でも江藤が「先週の放送で野党共闘のテーマを扱っている際に、日本共産党について『まだ暴力的な革命というのを党の要綱として廃止していない』という発言がありました。日本共産党の綱領にそのようなことは書かれていませんでした。訂正しておわびいたします」と謝罪。その後、八代は「先週の私の発言についてですが、私の認識は閣議決定された政府見解に基づいたものでした。一方、日本共産党はそれをたびたび否定していることも合わせて申し上げるべきでした。申し訳ありませんでした」と説明し、「テレビで発言する者として、今後はより正確に、バランスに配慮し言葉に責任を持っていきたいと思います」とお詫びした。
しかし、志位は自身のTwitterで「コメンテーターの発言は、『暴力的な革命を党の要綱として廃止していない』という虚偽発言への撤回・謝罪になっていない」と批判し、党広報部長もTBSテレビ担当者に、「八代氏の今日の発言は、謝罪・訂正になっていない」「公正・公平な番組として引き続き氏を起用するつもりなら、事実に基づかない発言をしたことへの氏の謝罪と訂正をさせるべき」と申し入れた上で、同局担当者からは「八代発言を検証し検討します」という返答があったと明らかにしている。そして9月17日、八代が再び謝罪。志位が自身のTwitterで「謝罪・訂正したものと受け止めます」とコメントした。
この発言後、番組スポンサーのキユーピーは番組中のCMの放送を見合わせる事態となり、9月29日に行われたTBSテレビ社長定例会見でも代表取締役社長の佐々木卓は「番組内で出演者の方の発言などに誤りなどがあった場合は、速やかに訂正してお詫びすることが重要だと思っている。総選挙が近いということもありまして、選挙関連のニュースを伝えることが多くなっている。これは厳しく戒めなければならない」と述べた。

## テーマ曲

### オープニング・番組テーマ曲
- 番組開始 - 2009年7月17日 - コーニッシュ「Heath Wind」
- 2009年7月20日 - 2022年3月18日 - コーニッシュ「play Heath Wind」
- 2022年3月21日 - コーニッシュ「southern Heath Wind」
  - 曲そのものは開始当時から同じだが、ギターメインだった原曲に対し、「play」では弦楽器メインのアレンジとなり、「southern」ではオーケストラによる演奏にアレンジされた。
  - 13時台の「そらおび」ではさらに別のアレンジバージョンが流れている。
  - 同じテーマ曲をCM前後のジングルに使用しているが、深刻かつ重大な出来事が発生した際には、別な音源を使用する場合がある。

### 歴代エンディング曲

#### 2000年代

##### 2009年
- 4月期　リュ・シウォン「愛のタネ」
- 5月期　スターダストレビュー「愛の歌」
- 6月期　兵庫ケンイチ「わすれない〜約束〜」
- 7月期　稼木美優「幸せな日」
- 8月期　吉田栄作「心の旅（ver.2009）」
- 9月期　平原綾香「ミオ・アモーレ」
- 10月期　マルシア「エデンの雨」
- 11月期　Nycca「つないでfeat.日之内エミ」
- 12月期　EXILE「Angel」

#### 2010年代

##### 2010年
- 1月期　ジュリー with ザ・ワイルドワンズ「渚でシャララ」
- 2月期　マイケル・ブーブレ「素顔のきみへ」
- 3月期　DEEP「希望の桜」
- 4月期　misono「0時前のツンデレラ 〜Piano Ver.〜」
- 5月期　Yoko「春よ来い」
- 6月期　大黒摩季「IT'S ALL RIGHT」
- 7月期　スターダストレビュー「夢への地図」
- 8月期　Noa「過ぎ去りし日のアイノウタ feat.吉見一星」
- 9月期　Marin & Riena「夏の香り」
- 10月期　井上ジョー「HOME」
- 11月期　チュール「やさしさを考えてみる」
- 12月期　VAMPS「MEMORIES」

##### 2011年
- 1月期　星本エリー「涙が止まらない」
- 2月期　あさみちゆき「ふるさとの木の下で」（2月14日放送分から）
- 3月期　稲垣潤一&辛島美登里「思い出す度 愛おしくなる」（3月11日放送分まで）
  - （3月14日から6月30日までは、東北地方太平洋沖地震（東日本大震災）報道により、エンディング曲は自粛）
- 7月期　髙橋真梨子「The Road」
- 8月期　ザ・ジェイド「リヴァイブ」
- 9月期　坂本冬美「おかえりがおまもり」
- 10月期　稼木美優「日本は一つ 地球も一つ」
- 11月期　柏木由紀「真夜中の歯磨き」
- 12月期　クォン・サンウ「蛍」

##### 2012年
- 1月期　D☆DATE「Love Heaven」
- 2月期　雪乃「You make me blue」
- 3月期　Flower「SAKURAリグレット」
- 4月期　吉田山田「カシオペア」
- 5月期　德永英明「人形の家」
- 6月期　藤井フミヤ「なんかいいこと」
- 7月期　フレンチ・キス「ロマンス・プライバシー」
- 8月期　Brand New Vibe「歩幅」
- 9月期　スターダストレビュー「晴れのち雨時々曇り」
- 10月期　John-Hoon「MESSAGE」
- 11月期　ゴスペラーズ「STEP!」
- 12月期　リュ・シウォン「Season〜君がいる景色の中で〜」

##### 2013年
- 1月期　山本雅也「Power of Friends」[65]
- 2月期　ジェロ「セレナーデ」
- 3月期　東方神起「One and Only One」
- 4月期　SUSIE LOVE「Fly to the Rainbow」
- 5月期　Ms.OOJA「ANSWER」
- 6月期　WEAVER「夢じゃないこの世界」
- 7月期　DEEP「星影」
- 8月期 九州男「二人の時間。。feat.TSUGUMI(from SOULHEAD）」
- 9月期 東方神起「Disvelocity」
- 10月期 山口リサ「雪もよう」
- 11月期 松本明子「DanDanでいいよ」
- 12月期 藤澤ノリマサ「希望の歌～交響曲第九番～」

##### 2014年
- 1月期 宇都美慶子｢BEST FRIEND」
- 2月期 Chicago Poodle「シナリオのないライフ」
- 3月期 東方神起「Good Days」
- 4月期 永田英二「ENDLESSLY」
- 5月期 ベリーグッドマン「ファンファーレ」
- 6月期 ベリーグッドマン「コンパス」
- 7月期 伊藤萌々香「Poker Face」
- 8月期 スターダストレビュー「この恋なくしての恋なんて恋じゃない」
- 9月期 DAIGO「心配症な彼女」
- 10月期 北口和沙「ギフト」
- 11月期 DEEP「ラスト・グッバイ」
- 12月期 東方神起「Believe in U」

##### 2015年
- 1月期 ベリーグッドマン「冬が終わる頃に」
- 2月期 MILLEA「虹色のアーチ」
- 3月期 SHINee「Your Number」
- 4月期 TUBE「いまさらサーフサイド」
- 5月期 INFINITE「24時間」
- 6月期 木村竜蔵「落蕾～ラクライ～」
- 7月期 三浦大知「music」
- 8月期 杏里「Brand New Day」
- 9月期 今井美樹「愛の詩」
- 10月期 リュ・シウォン「はじめての笑顔」
- 11月期 安岡優「Luz」
- 12月期 藤澤ノリマサ「Brand New Day」

##### 2016年
- 1月期 KEITA「Brand-New Day」
- 2月期 スターダストレビュー「愛はいつも偶然じゃない」
- 3月期 Crystal Kay「サクラ」[66]
- 4月期 工藤静香「ゆらぎの月」
- 5月期 ZYUN「かげおくり」
- 6月期 岸谷香「ミラーボール」
- 7月期 AK-69「With You ～10年、20年経っても～」
- 8月期 藤澤ノリマサ「何でもいいのさ～to tell you the truth～」
- 9月期 w-inds.「Backstage」
- 10月期 青柳翔「泣いたロザリオ」
- 11月期 JUJU「恋におちて」
- 12月期 Aimer「everlasting snow」

##### 2017年
- 1月期 水樹奈々「絶対的幸福論」
- 2月期 SUPER JUNIOR-KYUHYUN「僕のまじめなラブコメディー」
- 3月期 デーモン閣下「ゴールはみえた」
- 4月期 Flower「MOON JELLYFISH」
- 5月期 JAY'ED「Here I Stand」
- 6月期 Skoop On Somebody「Every Kiss, Every Lies」
- 7月期 徳永英明「バトン」
- 8月期 中島美嘉「メロディー」
- 9月期 鈴木雅之「涙くんさよなら」
- 10月期 久我陽子「月になる」
- 11月期 馬場俊英「街路樹」
- 12月期 D-LITE「また逢う日まで」

##### 2018年
- 1月期 BoA「Jazzclub」
- 2月期 mayo「Good Time」
- 3月期 JUJU「あなたがくれたもの」
- 4月期 寿君「一人じゃない」
- 5月期 EXO-CBX「Horololo」
- 6月期 山崎育三郎「Keep in touch」
- 7月期 「たった一度の歌」バンド with 農業合唱団ナレッジ・ステープル・シンガーズ「永遠の川」
- 8月期 After the Rain「マリンスノーの花束を」
- 9月期 須澤紀信「はんぶんこ」
- 10月期 つりビット「TOKYO WONDER GIRL」
- 11月期 GENERATIONS from EXILE TRIBE「少年」
- 12月期 EXILE ATSUSHI「Suddenly」

##### 2019年
- 1月期 大塚愛「CHU-LIP」
- 2月期 AK-69「THE RED MAGIC BEYOND」
- 3月期 鈴木雅之「愛のFunky Flag」
- 4月期 Bitter & Sweet「ラブストーリーは始まらない」
- 5月期 アリス「限りなき挑戦 -OPEN GATE-」[67]
- 6月期 清春「悲しみジョニー」[68]
- 7月期 Chicago Poodle「決意」[69]
- 8月期 リア・ディゾン「FOR THE WORLD」[70]
- 9月期 キム・ヒョンジュン「THIS IS LOVE」[71][72]
- 10月期 アリス「DAY BREAKER -解放-」[73]
- 11月期 ニコラス・エドワーズ「Tears」[74]
- 12月期 デーモン閣下「NEO」[75]

#### 2020年代

##### 2020年
- 1月期 w-inds.「DoU」[76]
- 2月期 キム・ヒョンジュン「月と太陽と君の歌」[77]
- 3月期 横浜銀蝿「Again」[78]
- 4月期 パク・ボゴム「Dear My Friend」[79]
- 5月期 新浜レオン「君を求めて」[80]
- 6月期 杉山清貴「Other Views」[81]
- 7月期 林部智史「夢」[82]
- 8月期 スターダストレビュー「偶然の再会」[83]
- 9月期 Lead「Tuxedo〜タキシード〜」[84]
- 10月期 谷村新司「グレイス」
- 11月期 松原健之「雪風」[85]
- 12月期 大平峻也「願い星」[86]

##### 2021年
- 1月期 南端まいな「あなたが止まらない」[87]
- 2月期 春夏秋冬「From My Heart」[88]
- 3月期 Boom Trigger「Only One」[89]
- 4月期 Kitri「青い春」[90]
- 5月期 山本譲二&松居直美「事実は小説よりも奇なり」[91][92]
- 6月期 WGB「雨上がりのパレード」[93]
- 7月期 sumire「愛のMelody」[94][95][96]
- 8月期 BXW「MARCH」[97]
- 9月期 Lead「Sonic Boom」[98]
- 10月期 水森かおり「笑顔でいようね」[99]
- 11月期 松原健之feat.植村あかり（Juice=Juice）&川村文乃（アンジュルム）&小片リサ「風のブーケ」[100]
- 12月期 ゆいか「この夜のラブストーリー」[101][102]

##### 2022年
- 1月期 BXW「24/7」[103]
- 2月期 鈴木雅之「涙くんさよなら with 松下奈緒」[104]
- 3月期 RiO「イミテーションランデブーfeat.InvaderT」[105]
- 4月期 高橋愛・田中れいな・夏焼雅「わさびじゃないのよ鰹は」[106]
- 5月期 新浜レオン「ジェラシー 〜運命にKissをしよう〜」[107]
- 6月期 観月ありさ「サジタリウス」[108]
- 7月期 LAST FIRST「少年」[109]
- 8月期 Tokimeki Records「Sweet Escape feat.ひかり」[110]
- 9月期 矢井田瞳「駒沢公園」[111]
- 10月期 Pine Book「都会の空で」[112]
- 11月期 カラフルパレット「ハルカカナタ」[113]
- 12月期 8bitBRAIN「KEEP THE FAITH」[114]

##### 2023年
- 1月期 kainatsu「Voyager 〜はじまりの景色〜」[115]
- 2月期 JYA☆PON「ワールドコンティニュー」[116]
- 3月期 椿「MORE MORE,I LOVE YOU」[117]
- 4月期 新浜レオン「どんなに愛したとしても」[118]
- 5月期 Finally「燈-tou」[119]
- 6月期 サイダーガール「Bluebell」[120]
- 7月期 松原健之「カサブランカ」[121]
- 8月期 カラフルダイヤモンド「あまキュン」
- 9月期 THE SILENT DOG 「ロクジュウゴセンチ」
- 10月期 有馬元気「ワガママ」
- 11月期 Rockon Social Club「ねぇ、そろそろ」
- 12月期 Raniy。「Rainbow Christmas」

##### 2024年
- 1月期 ベイビークレヨン「ヒーロー」
- 2月期 LAST FIRST「コトノハ」
- 3月期 D.O.L「CRAZY CIRCUIT」
- 4月期 NARITA THOMAS SIMPSON「いっぽんみち」
- 5月期 Hi-Fi Un!corn「ABC is」
- 6月期 田原俊彦「愛だけがあればいい」
- 7月期 Bigfumi「名もなき愛の唄」
- 8月期 TARO HAKASE & THE LADS「Lads in Town」
- 9月期 後藤真希「prayer」
- 10月期 はるのまい「80億分の1」
- 11月期 SHIN「ギリギリTOKYO」
- 12月期 芹澤優「告白」

##### 2025年
- 1月期 お風呂と街灯 「わからない日」
- 2月期 Protea* 「BAMBOO SHOT」
- 3月期 INABA ／SALAS 「EVERYWHERE」
- 4月期 ゆいがーる 「REI」
- 7月期 LAST FIRST 「DO IT 〜夢恋人〜」 [122]
- 8月期 辰巳ゆうと 「運命の夏」 [123]

## スタッフ
- 監修：刑部志保（八代国際法律事務所）
- 構成：吉村幹彦、清水園子、中村益雄/村田勢津子、あべ、須平敦宣、竹尾明子、ひぐちひろき、北島レイ、はっぴーふーみん、安田美弥、関和正
- TM：八木真一郎
- TD：井上久徳、上村信夫、斎藤美由紀、江浦友樹
- TD/カメラ：水崎雄太、廣岡達之
- VE：對間敏文、宇都宮勝、高橋康弘
- カメラ：中島文章、大政則智
- 音声：朝日拓郎、浜崎健、小岩英樹、山羽稔、鈴木誠司、樋口晋作、渡邊学
- 照明：矢作和彦、永田泰二、半田圭、辻淳一、鈴木英敬、大村泰一
- 音響効果：新谷隆生、糸満亜希子、松本亜衣、山下祐司、武田美穂、福永真弓
- 美術プロデューサー：西條実
- 美術デザイン：宇野宏美
- 美術制作：宗次宏光
- 大道具：岡野浩典
- 装置：桜井和則
- メカシステム：庄子泰広
- 電飾：金坂雅之
- 植木：猿山利昭
- 花装飾：儀同博子
- 化粧：菱沼佳子
- 編成：岡野保、曺琴袖
- TK：岸田純子、葛貫朋子、伊藤佳加、三浦涼子、飛田亜也、鈴木裕恵
- AP：小池由起、吉澤由美子、神在綾香、船原とも子
- デスク：若菜絵美
- 公開：齋藤絵里子
- AD：大草滉平、大西翼、佐藤胡桃、梁瀬晴香、梶夏希、小林昴、原田冴美/キム・ソネ、竹本理沙、中村克幾、丸山汐里、木幡琢磨、松井茉莉、馬場はるか、野田頌子、加藤麗佳、中川和徳、朝野裕介、川端亮祐、井出環、村山友美、古谷峰子、遠藤泰輔、上原知也、加藤綾香、今井花衣、吉野諒/山下優貴、齋藤 豪、吉田和美、峰雪意久、大川美和、別所美佳、山田大輝、岡村崇央、吉田夏星、林路村/川井将満、佐藤綾香、野月直人、三浦彩美、石川卓磨、依田栞、福山雄二、佐藤文哉、高田京佳、吉田優作/梅林勇人、本多諒二、鳥海千亜希、星野広翔、宮崎純一、山下未来、安倍雅貴、鈴木尊視、山辺綾香、鴨井志穂、平岡紗哉/岩崎翔、椿喬祗、工藤亮太、塩川篤史、山本卓、郭加持、大澤望、木下美幸、鈴木智也、藤森彩夏、守屋琴音、明智祐輔、吉田麻衣、山内貴志、佐藤元、田口真実、松尾優美、加藤麗佳、浅水淳平、平居千明、村山友美、笠原伊代、小川祐、宮内悠也、田中優、三浦索也、田牧比呂未、井手拓也、渡部沙世子、唐沢泉恵、柏葉春奈、川内みほ、中尾真穂、上原謙一、工藤旭、石森充千、田口堅太郎、川合功真、岡仁子、内畠豊、井場央貴、小山みき、高橋拓也、長岡端、浦野麻衣子、赤阪千明、葛西孝之、鶴巻幸宏、中澤麻美、真山有理、池之迫理絵、村山友佳子、佐藤和歌子
- ディレクター：千葉隆寿郎、堀江剛、石橋緑、安田千紘/むたゆうじ、酒井隆茂、安田達也、佐々木千秋、檜垣綾、堀香奈子、田村裕章、石川智哉、近藤 宏、佐々木誠、武田貴志、阪本千歳、穂積繁、中里勇太、木内謙一、工藤聡、片平知幸、高橋秀平、吉沢優子、小松修、渡辺泰裕、呉亘治、大森康彦、川口真世、水嶋孝夫、松本佳意、渡邊新之輔/近藤佳道、霧生圭太、柳沢澤武司、今西麻里絵、時離脱、橋口泰広、山田 諭、三原以緒吏、進藤 譲、大崎麻衣子、齋藤元輝、河合桃子、山川祐美恵、田中十萌/中村俊輔、渡辺学、今田淳史、新庄晃､野村亜矢子、加藤喬子、内田一成、木村純、西拓真、笹川竜生、勝田美咲/永所美和、柳澤文香、對馬智史、待鳥彰子、松原健、磯野友宏、比留間大介、高橋竜平、金子絵美、笹川麻未、大田泰知/飯塚修、犬童陽子、松本忍、山本里実、高岡猛、俵和弘、長谷部真美、新井由梨、兼島誠、磯谷直行、安西基樹、工藤聡、斉藤睦、塩入加菜、福田裕治、須藤美紀、加瀬由佳梨、東功一朗、田村浩幸、田中悟志、穂積繁
- フロアディレクター：近野裕樹、山下智之、池田圭祐、羽賀理博
- サブチーフ：古場裕之、遠藤了、萩原亮太郎、相楽充広、土橋禎久、嶋瀬暁弓、森下智己、植松直子
- 企画チーフ：菅野朋彦、秋山一彦、鈴木哲也、阪本千歳、長野超
- コーナーチーフ：佐藤剛一、三杉雪江
- チーフディレクター：石田武、木村幸一、前嶌浩幸、吉田宏昌、竹本勝和、福田滋固、木下太志、藍澤和広
- プロデューサー：山根孝之
- 報道プロデューサー：佐藤夏実
- 制作プロデューサー：松添美徳、志賀順
- 製作著作：TBS

### 過去のスタッフ
- 構成：岩崎元哉、新里幸久、森光司、橋克弘、石川さとし、恒川省三、相川真紀、渡邊勝彦、南恵子、大作麻利、大野剛
- TM：小澤義春、金澤健一、田中浩征
- TD：望月隆、伊東修、橋場照幸、斉藤哲也、山田賢司、藤田栄治、宮崎慶太、中野啓、川俣充
- TD/CAM：荻野祐也
- VE：姫野雅美、佐藤公幸、鈴木昭平、野上正樹、荒井秀訓、粂川高広、平井郁雄、菅沼智博、平子勝隆、宮本民雄、深澤愛梨
- カメラ：北林良一
- 音声：森和哉、角田彰久、山﨑和敏、田中信孝、稲津貴之、小沢冬平、宇野仁美
- 照明：小尾浩幸、夏井茂之、床井弘一、出村紗紅、篠原秀樹、西彩乃、紺野淳一
- 音響効果：半藤徹/岡林亜実、小林あかね、黒髪仁美
- 美術プロデューサー：中嶋美津夫
- 美術デザイン：古川雅之
- 美術制作：宮本旭
- 装置：胡子忠志
- 編成：中谷弥生、杉本篤
- プロデューサー：寺沢俊哉、増山賢、白石学、佐々木圭一、富岡裕一、山脇伸介、進東泰典、福島諒子、東出諭、吉田映一郎、中野匡人、武井達明、疋田智、荒牧克久、岡崎吉弘、寺田裕紀、中山佳子、王堂健一、真下淳、西岡浩太郎